# Daihatsu Hijet
El Daihatsu Hijet (ダイハツ・ハイゼット, Daihatsu Haizetto) és una furgoneta i camioneta de classe kei car produït i comercialitzat pel fabricant japonés Daihatsu des de l'any 1960. Al mercat domèstic, la Hijet competeix amb altres models com ara la Honda Acty, Mitsubishi Minicab, Subaru Sambar i Suzuki Carry.

## Primera generació (1960-1967)

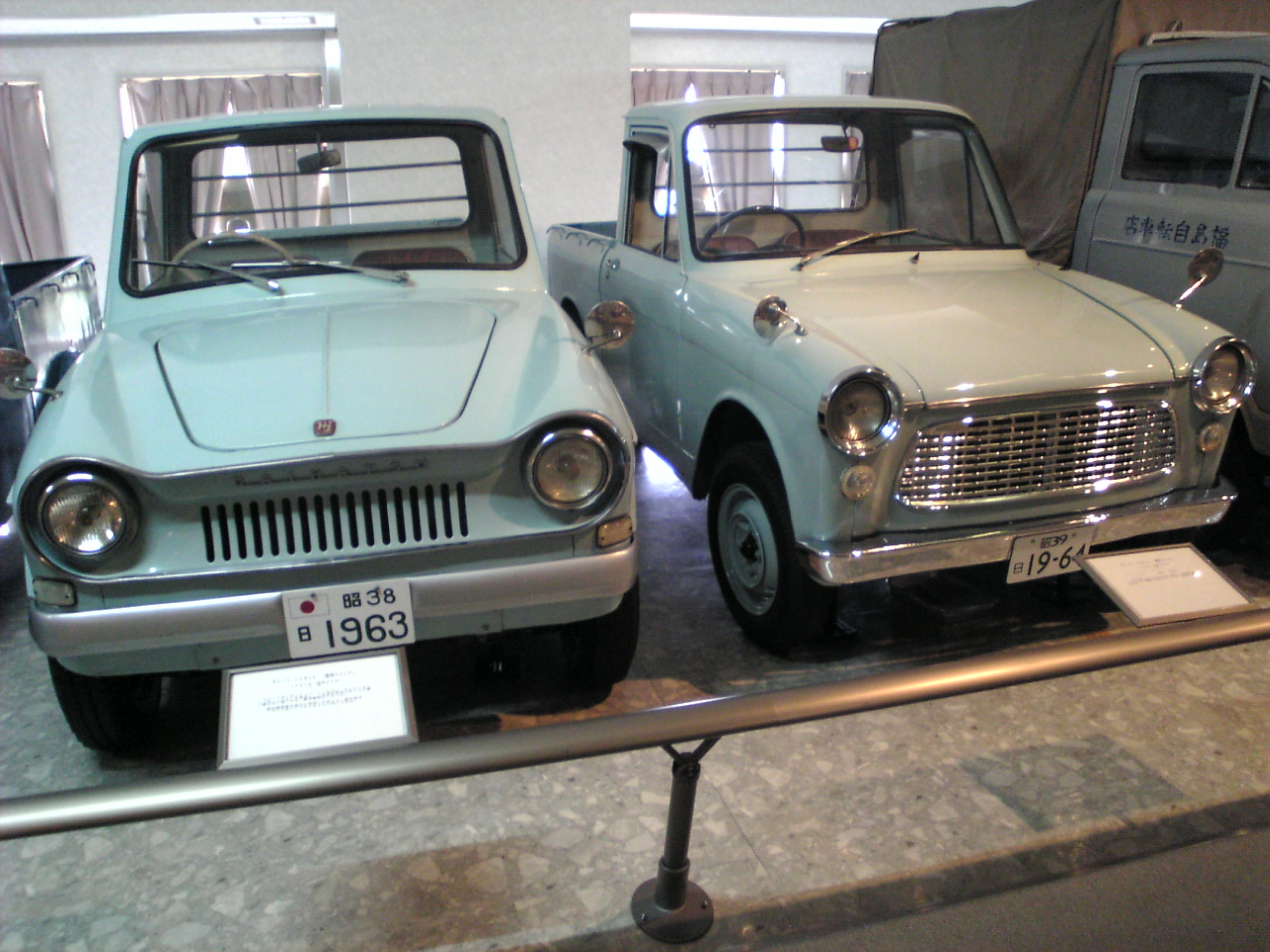
Hijet 1.1 (1960), Hijet 1.2 (1963)

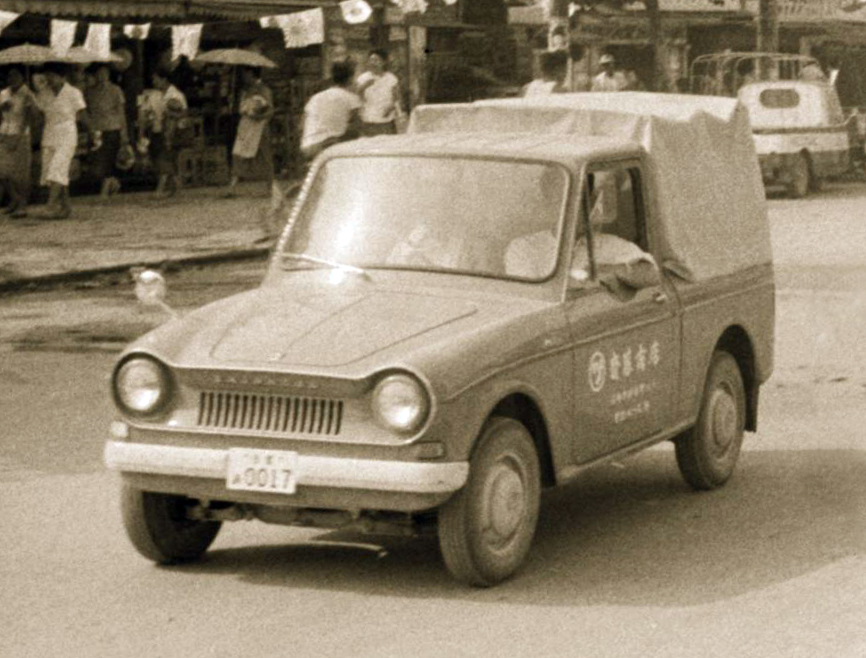
Foto d'època a Ishinomaki

El primer vehicle de Daihatsu que va dur el nom de "Hijet" al novembre de 1960 fou una camioneta kei, mentres que la versió tancada (similar a un familiar) arribà el maig de 1961. La primera generació de la Hijet utilitzava un tradicional esquema de motor al davant i tracció al darrere amb el conductor assegut sobre el motor en un estil semblant als pickup. Les dimensions exteriors i mides del motor eren d'acord amb les normes sobre kei cars. El motor bicilíndric en línia de 356 centímetres cúbics produïa 17 cavalls de potència i una velocitat màxima de 75 quilòmetres per hora, unes xifres comunes per als kei car de l'època. Com a conseqüència d'aquesta mecànica, la capacitat de càrrega del vehicle era prou reduïda. L'any 1964, la Hijet va rebre un redisseny estètic que reemplaçava la seua original i moderna graella frontal integrada en la carrosseria per una cromada d'aspecte més convencional.

## Segona generació (1964-1968)

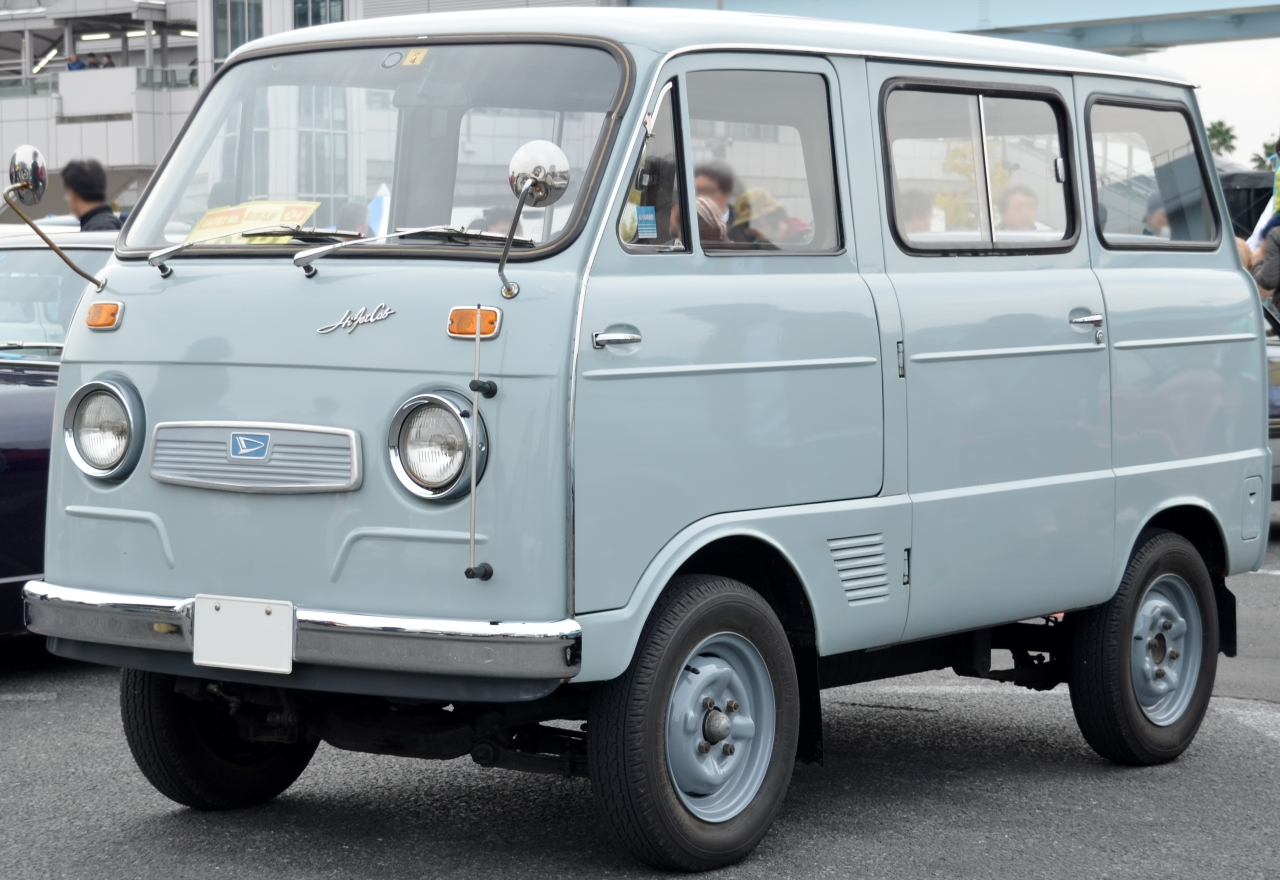
Hijet Cab

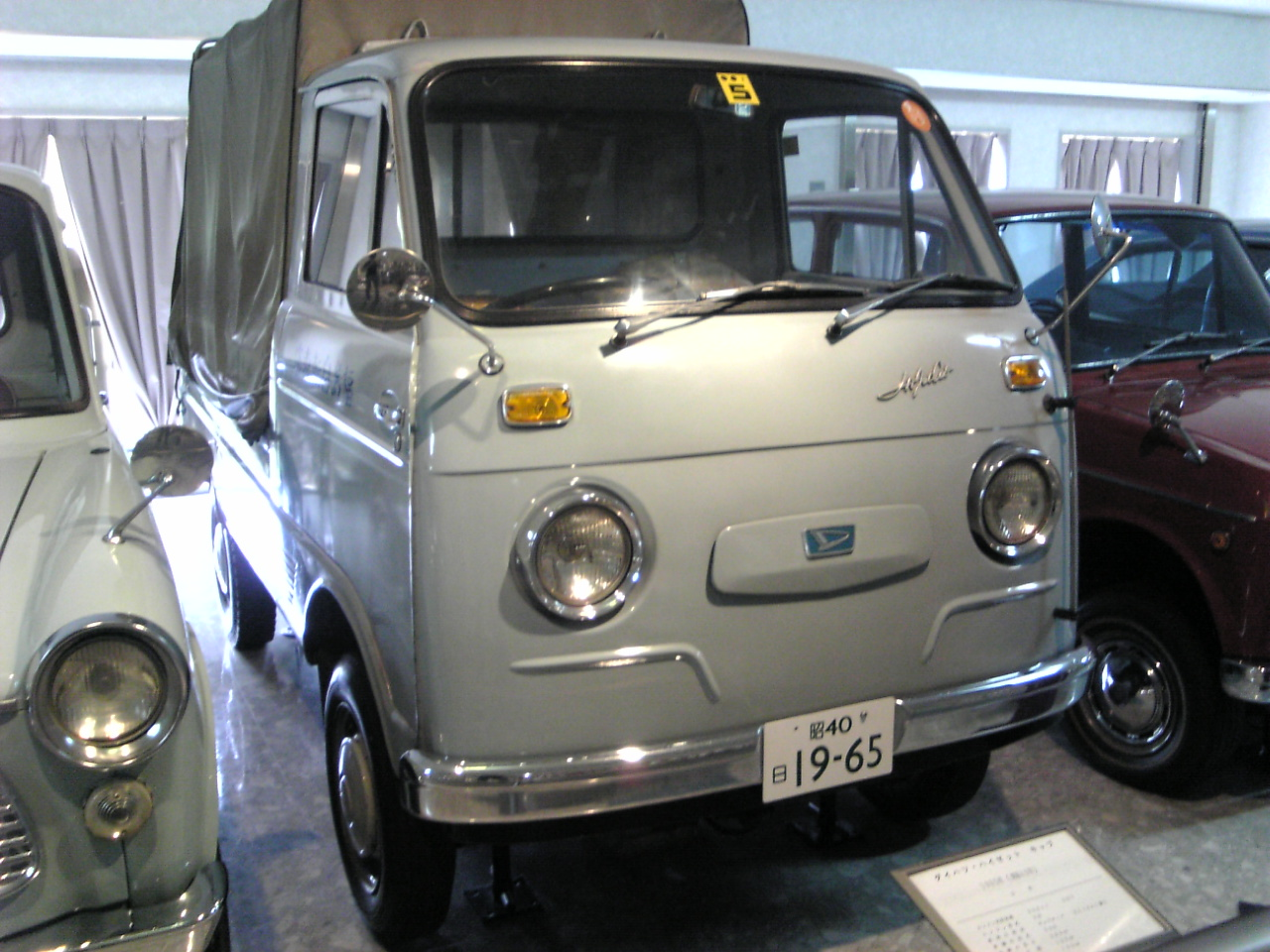
Hijet Truck

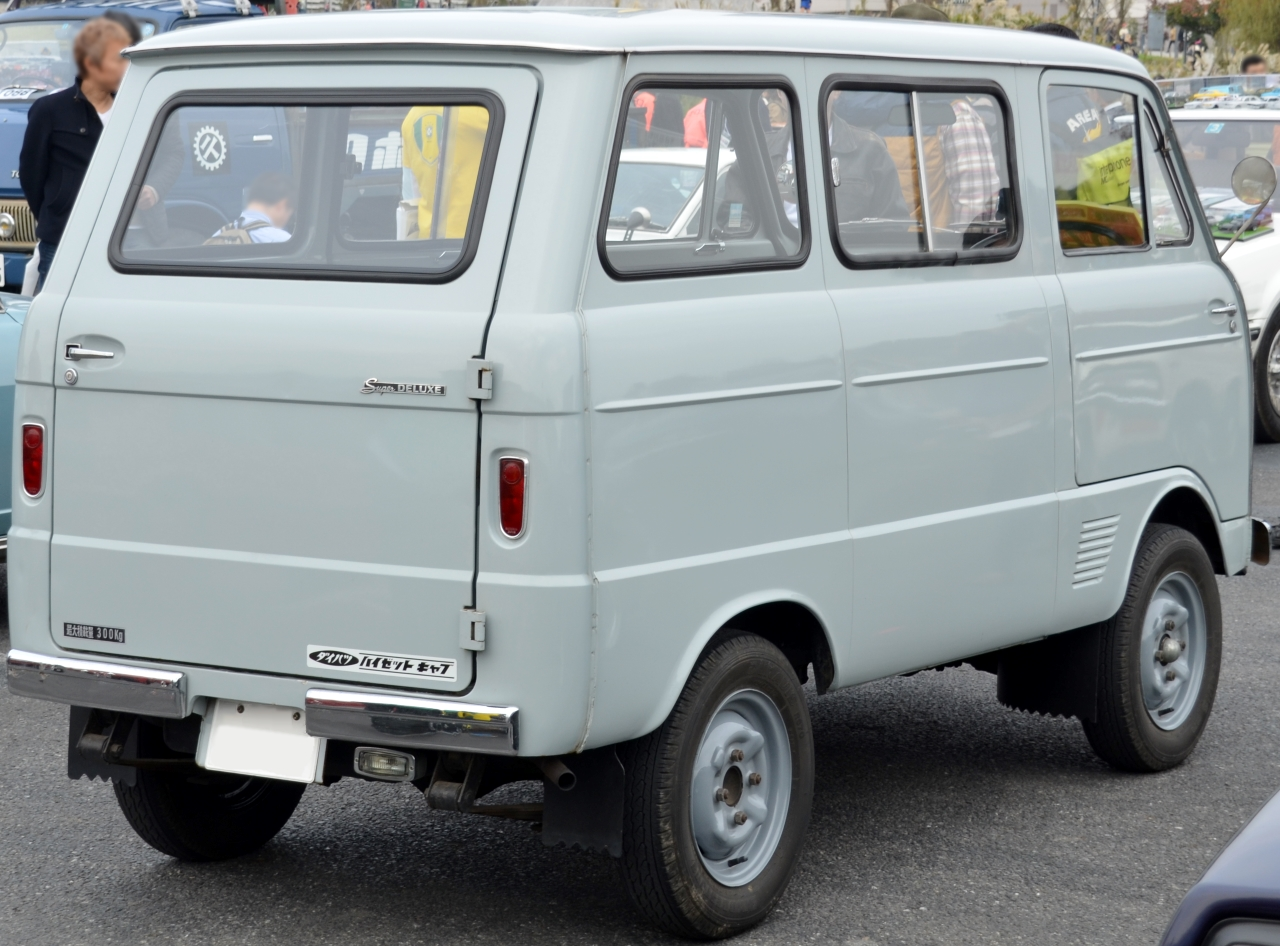
Hijet Cab

Per tal de maximitzar l'espai de càrrega mantenint-se dins de les regulacions per als kei cars, l'any 1964 la segona generació de la Hijet adoptà una nova carrosseria, oferint així als clients la possibilitat d'adquirir l'antiga generació (encara en producció) o la nova, amb un espai millor aprofitat i semblant a un camió o furgoneta. La segona generació de la Hijet es produïa i comercialitzava en dues carrosseries: camió descobert o furgoneta i equipava el mateix motor bicilíndric en línia atmosfèric refrigerat per aigua de 356 cc de la primera generació i una transmissió manual de tres velocitats. Compartia detalls tècnics amb el turisme kei de la marca: el Daihatsu Fellow, sorgit l'any 1966.
La carrosseria de la Hijet s'assembla a la d'altres models de l'època comercialitzats a Catalunya, el País Valencià o les Illes Balears com ara la DKW F89 L de 1949, la Volkswagen Transporter de 1950, la Fadisa Romeo de 1953, la DKW F1000 L de 1963, la SAVA J4 de 1965, la Siata Minivan de 1967 o diversos models d'Avia.

## Tercera generació (1968-1972)

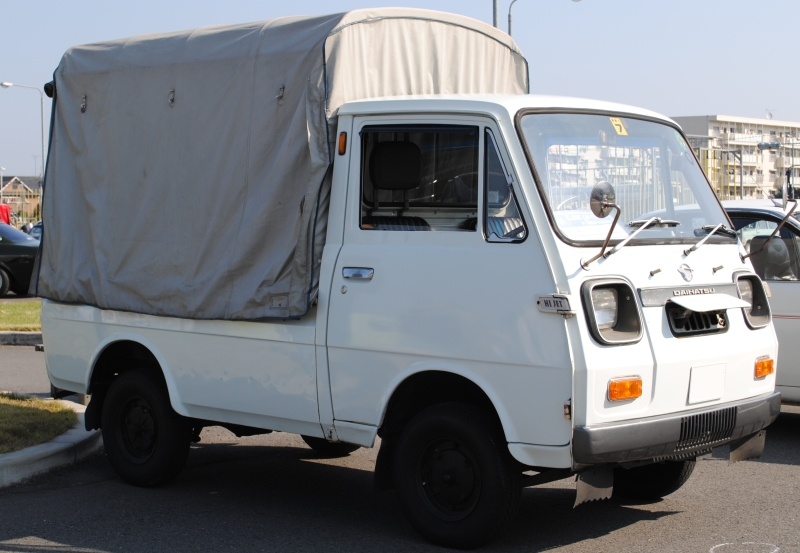
Hijet Truck

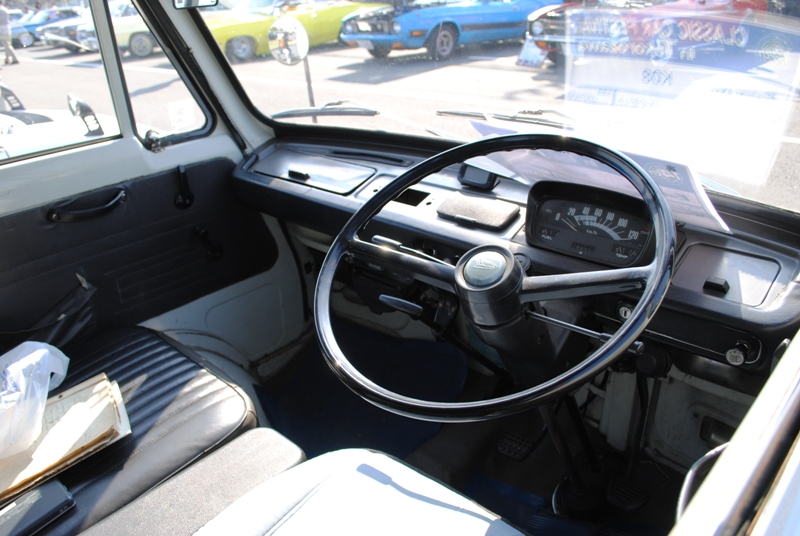
Hijet interior

La tercera generació de la Hijet va dur pocs canvis, un dels més cridaners fou la desaparició de les "portes suïcides" presents a l'anterior generació per unes amb obertura convencional. El disseny era semblant al d'una capsa, amb una apariènça més angulosa i uns grans fars davanters quadrats vorejats de plàstic negre. El motor bicilíndric en línia de dos temps de 356 cc refrigerat per aigua produïa 23 cavalls de potència a 5000 rpm i era capaç de propulsar la Hijet en qualsevol de les seues dos carrosseries fins als 85 km/h. Aquesta generació també es produí com a vehicle elèctric, tant el camió com la furgoneta.

## Quarta generació (1971-1980)

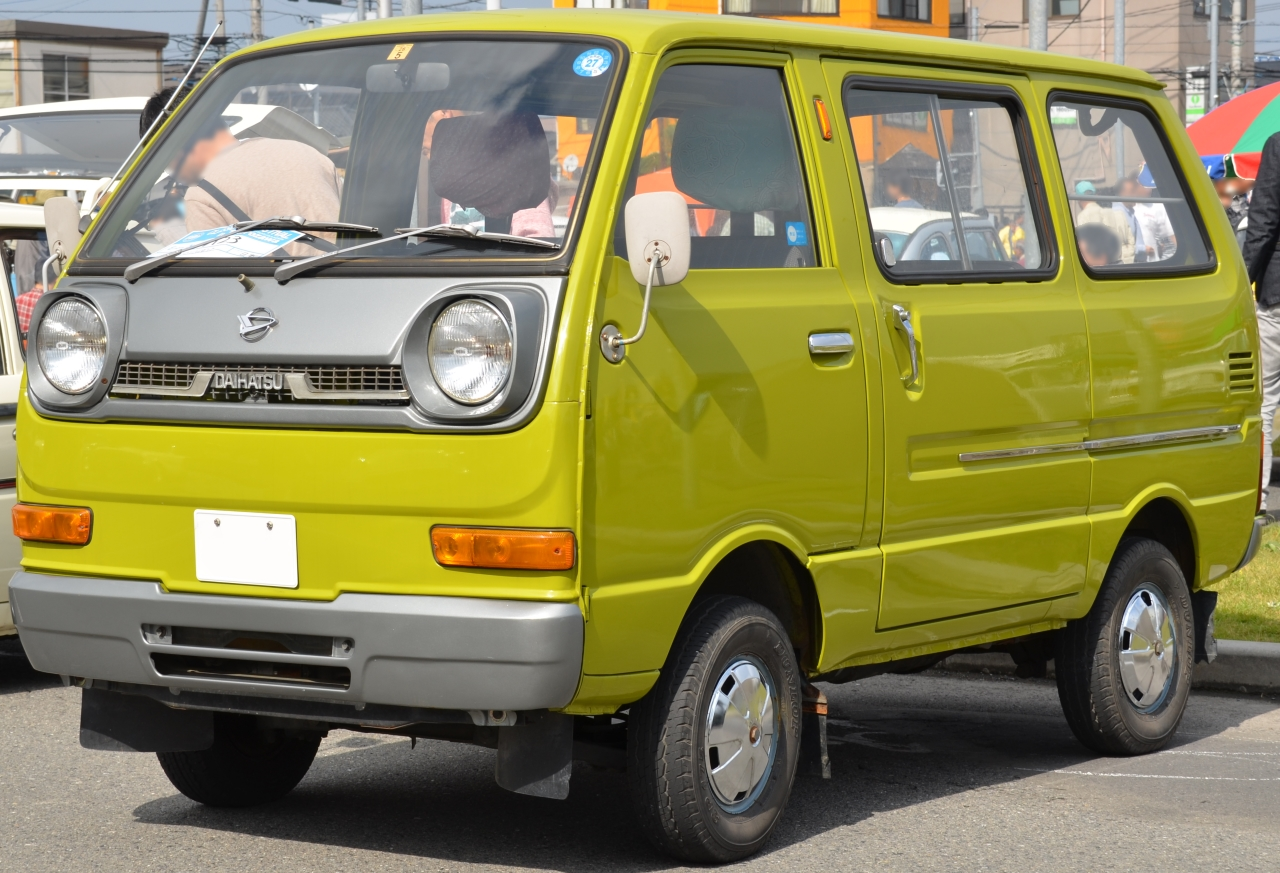
Hijet Van 360 cc

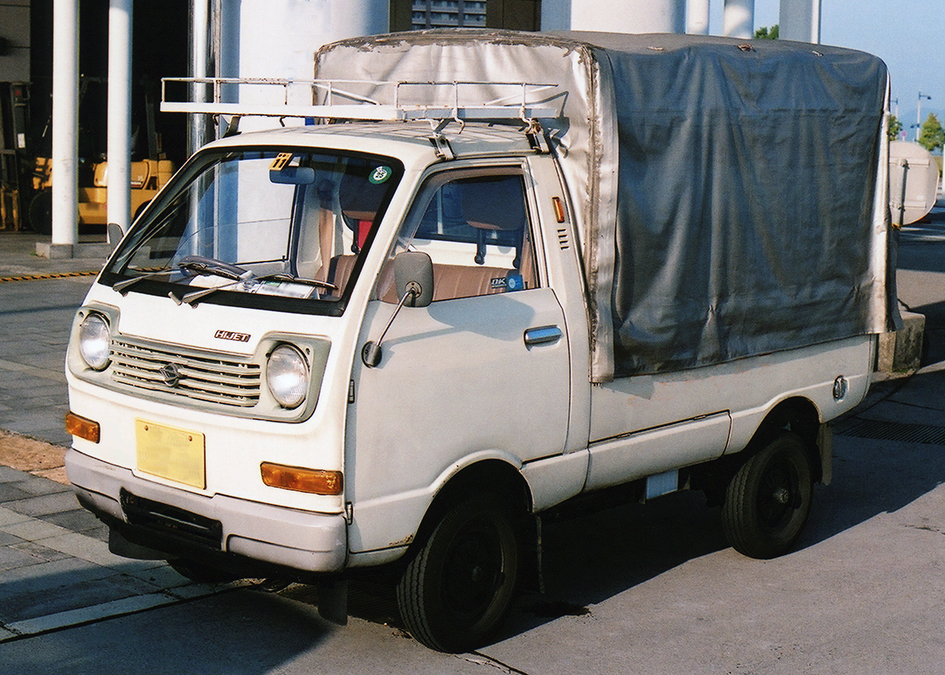
Hijet Truck 360 cc

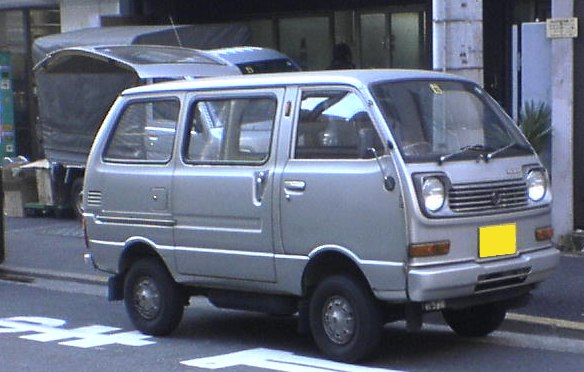
Hijet Van 550 cc

La quarta generació de la Hijet fou presentada el setembre de 1971 amb una completament nova carrosseria i disponible únicament en versió camió. El motor va continuar sent el 360 cc bicilíndric de dos temps, mentre que la suspensió darrera tornà a ser de ballesta. El febrer de 1972 es va presentar la carrosseria furgoneta, comercialitzada originalment com a "furgoneta corredissa", ja que introduïa portes corredisses per primera vegada junt amb un gran portó al darrere. Al setembre de 1974, els para-xocs davanter i darrer van patir lleugers canvis per tal d'acomodar les noves matricules grogres per als kei cars, que fins aleshores havien estat més menudes.
L'octubre de 1976 va aparèixer la Hijet amb el nou motor de quatre temps i 550 cc, el qual s'aprofitava de les recentment aplicades noves regulacions dels kei car. Com que les noves regulacions també permetien més llargària per als kei, les noves Hijet equipaven uns nous para-xocs més grans, canvi que acompanyava a la nova graella frontal. Per a reflectir els nous canvis, el nou model va rebre el codi S40. Al mercat internacional, el model fou comercialitzat com a "Daihatsu 550 Van" i "Cab-Van", equipant el mateix motor amb 30 cavalls de potència a 5500 rpm i 4,2 kg⋅m a 4000 rpm. La nova furgoneta 550 cc tenia més espai de càrrega que la mateixa de la variant 360 cc.
Menys d'un any després de la presentació de la Hijet 550 cc, l'any 1977, va presentar-se la cinquena generació de la Hijet, amb una carrosseria més gran. No obstant això, la quarta generació va continuar en producció i fins i tot va patir un lleuger redisseny estètic l'any 1979, quan estrenà una nova graella frontal negra. L'abril de 1981, la producció de la Hijet 550 cc i quatre temps s'aturà, però la versió original de 360cc i dos temps continuà disponible fins a l'agost del mateix any com a opció de baix cost de la nova sisena generació de la Hijet, presentada el mateix any. Les últimes versions del motor de dos temps produïa 24 cavalls de potència.

## Cinquena generació (1977-1981)

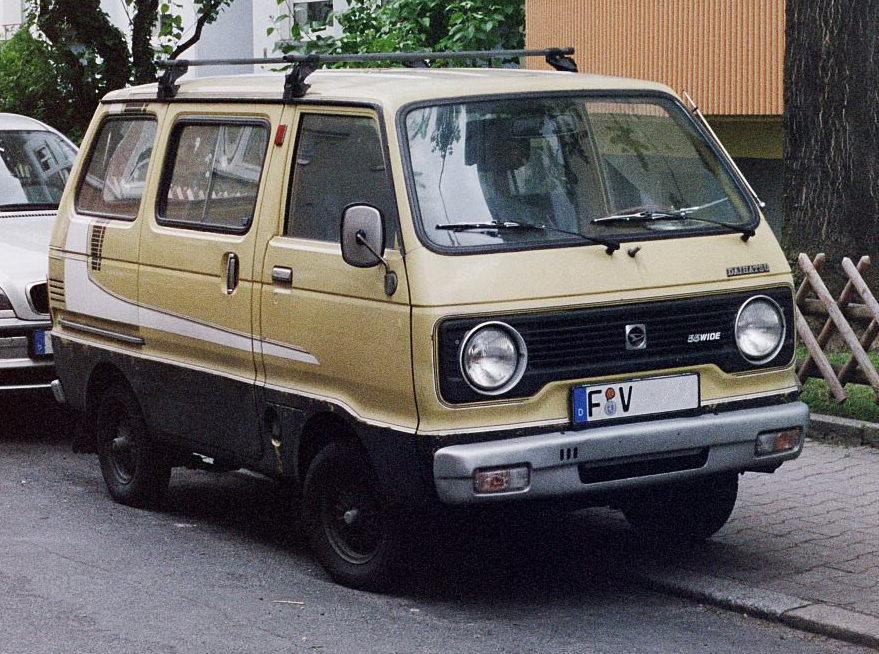
Hijet 55 Wide

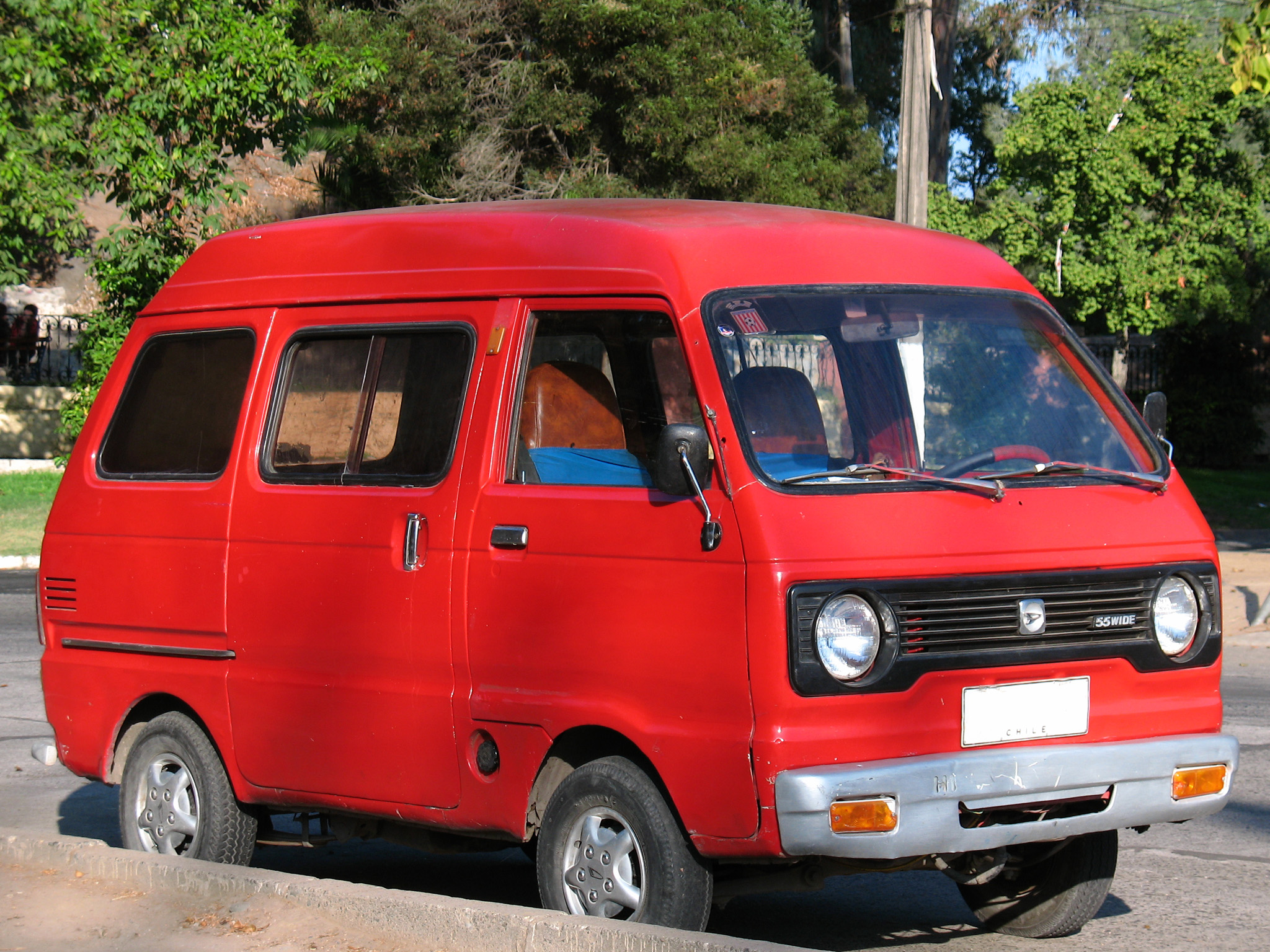
Hijet High Roof (1981)

L'abril de 1977 començà la producció de la cinquena generació de la Hijet en versió camió. Va ser comercialitzada com a "Hijet Wide 55" per a fer palesa la seua carrosseria més gran (respecte a l'anterior generació) i el seu motor de 55o cc. Aquesta fou la primera generació de la Hijet en ser exportada en nonbres considerables. El motor de 547 cc era de quatre temps i dos cilindres refrigerats per aigua que produïa 28 cavalls de potència a 5500 rpm. Les unitats destinades al mercat exterior, que no havien de complir les estrictes regulacions d'emissions japoneses, equipaven el mateix motor però amb 30 cavalls de potència. El model comptava amb una única transmissió manual de quatre velocitats i les versions per a l'exportació declaraven una velocitat màxima de 105 km/h.
El motor es troba localitzat al centre del vehicle, just darrere de l'eix davanter i l'accés és mitjançant els seients davanters. El nom en codi del model fou S60, afegint les lletres "P", per a la carrosseria de camioneta normal, la "T" per a la camioneta llarga i la "V" per a la carrosseria furgoneta.

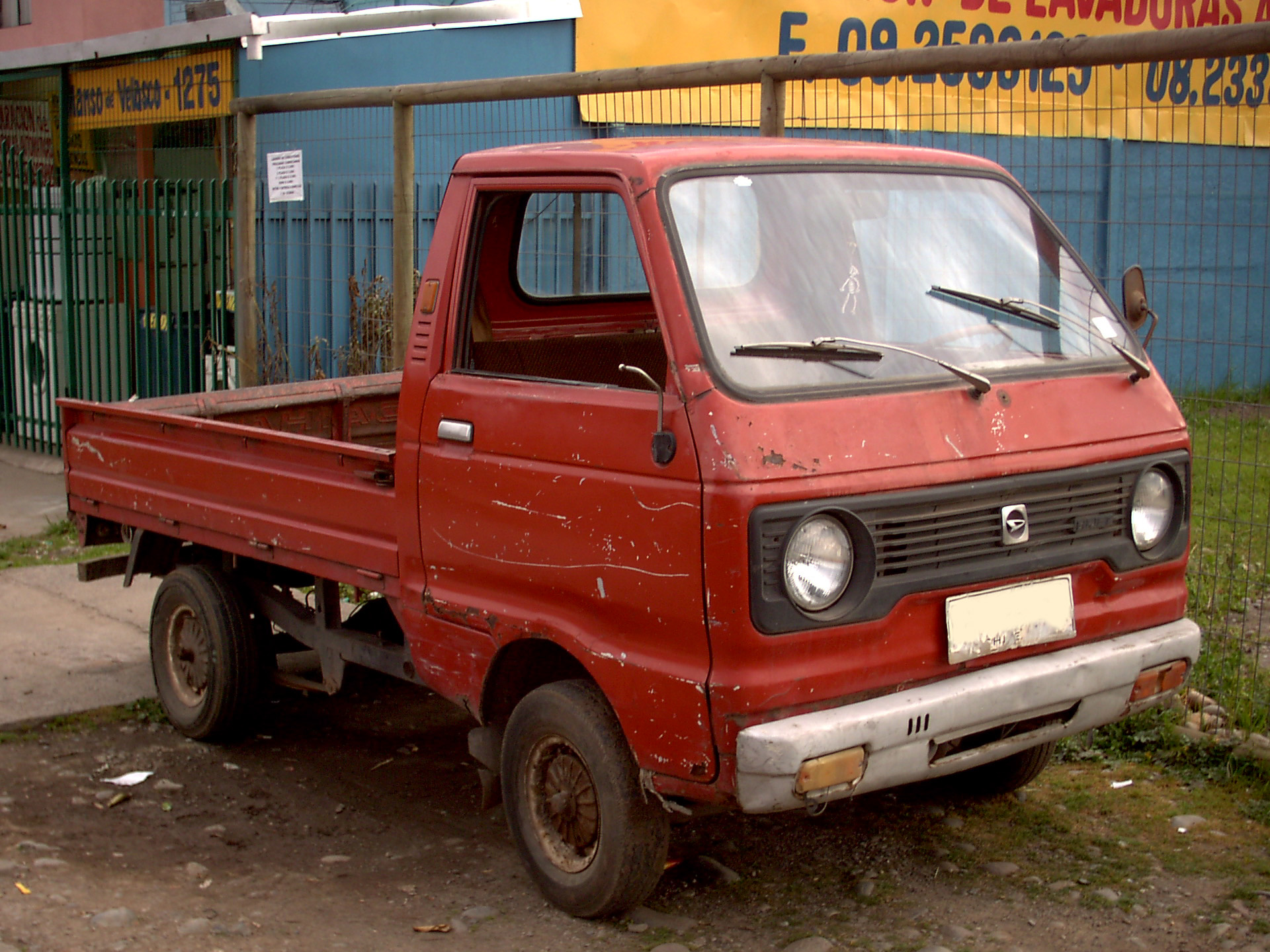
Hijet Pick Up (1981)

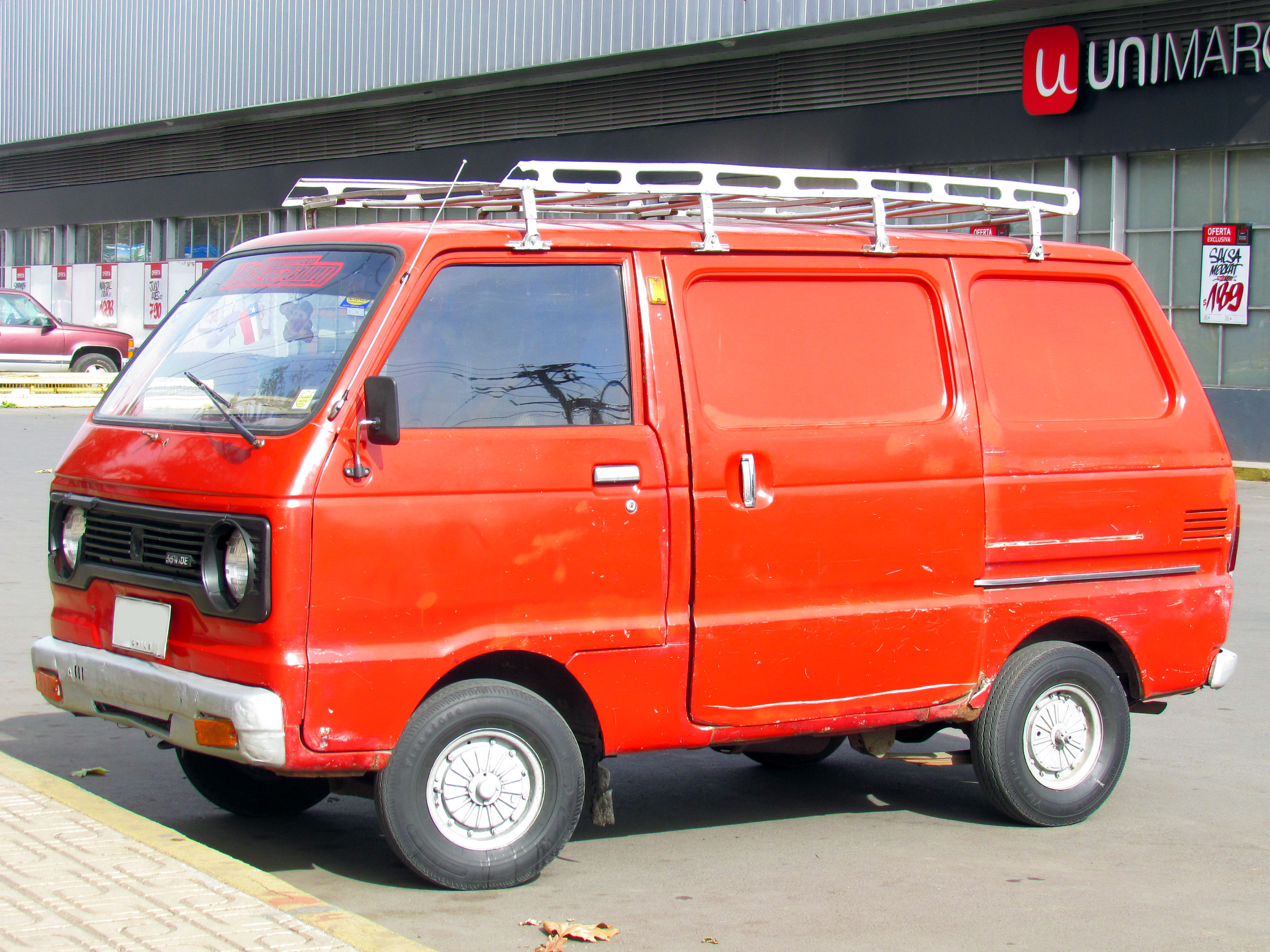
Hijet Cargo (1982)

Tres mesos després de l'introducció de les carrosseries de camioneta, en juny de 1977 es presentaren dues versions, una furgoneta acristallada i una "panel van". La variant "panel van" era simplement una camioneta amb una caixa de transport afegida a la part de càrrega; aquesta versió mai va ser exportada. Per al mercat exterior, es va decidir comercialitzar la versió furgoneta sense finestres ni seients darrers. El desembre de 1977 es va introduir un llit abatible al pis baix i al setembre de 1978 va tindre lloc un lleuger redisseny estètic del model. Aquest redisseny es limità als diferents colors als para-xocs i als fars davanters i a una nova graella frontal amb un nou logo amb la "D" de Daihatsu. Totes les versions del model estaven disponibles amb els acabats de gama "Standard" i "Super DeLuxe", tot i que el març de 1979 s'afegí a la carosseria furgoneta un acabat més luxós anomenat "Custom EX".
El setembre del 1979 la Hijet Wide 55 va patir un altre redisseny estètic més profund: la nova graella frontal va ser el canvi estètic més visible, mentre que a l'interior del vehicle s'instal·laren un nou panell de comandaments de més qualitat i uns nous seients ajustables més confortables. Durant l'any 1980 es produí la unitat 2.000.000 del Hijet. La producció de la Hijet de cinquena generació va continuar fins a la seua substitució per la sisena generació al març de l'any 1981.

## Sisena generació (1981-1986)

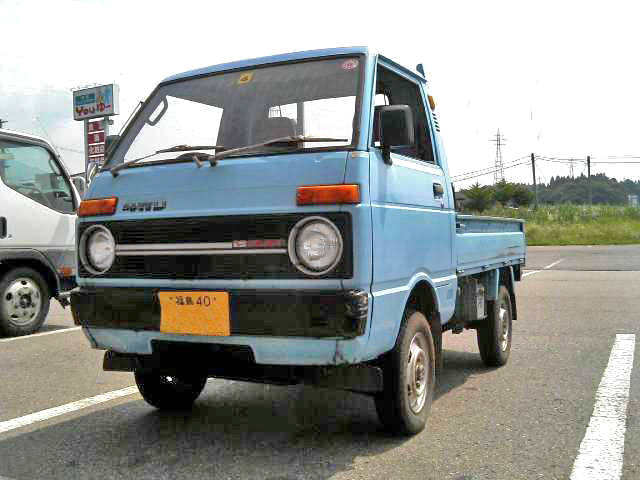
Hijet Truck 4WD (1981-1983)

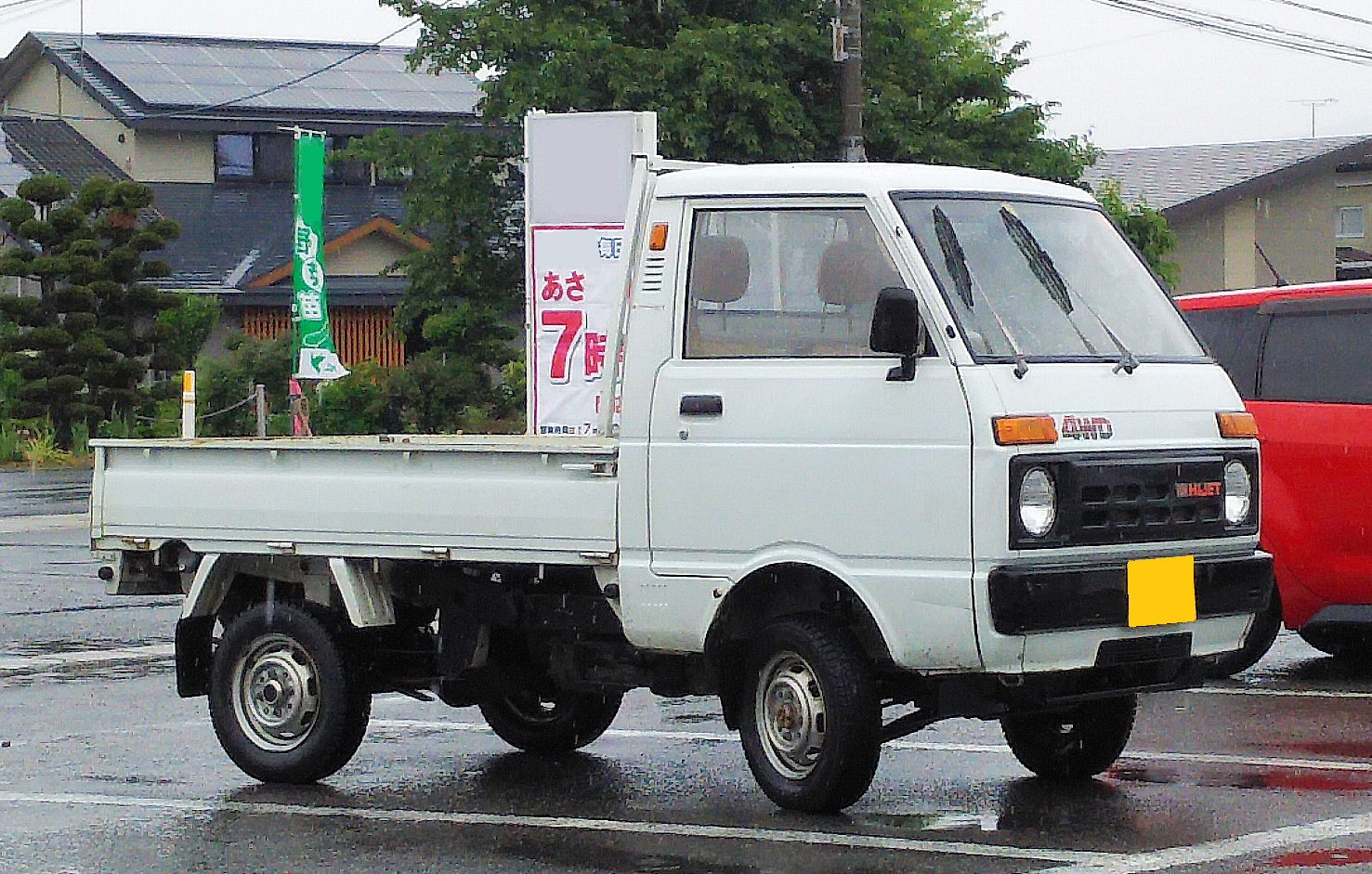
Hijet Truck 4WD (1983-1986)

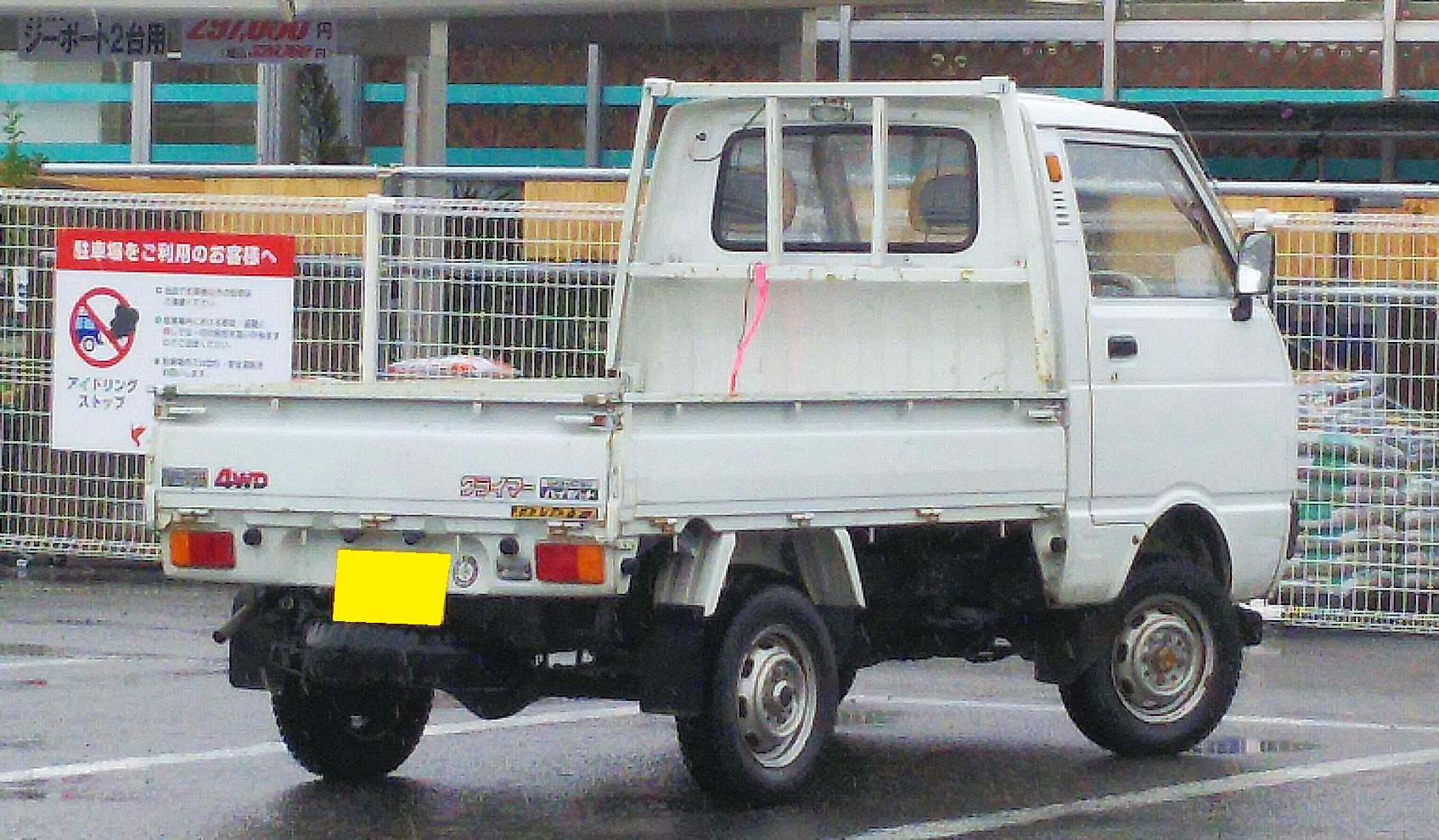
Hijet Truck 4WD (1983-1986)

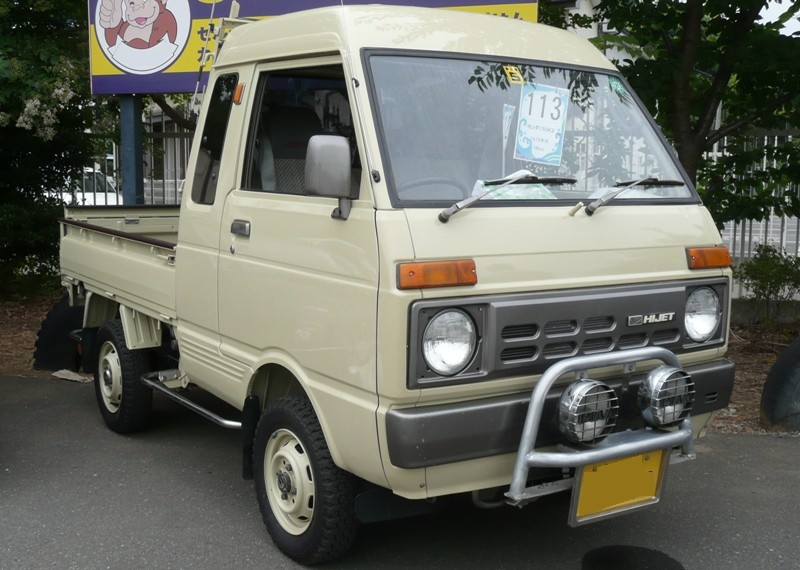
Hijet Jumbo (1983)

La sisena generació de la Diahatsu Hijet (S65) va ser presentada el març de 1981, amb una batalla més llarga però amb el mateix motor de l'anterior generació. Es van presentar dues novedoses opcions: un pis pla i un sostre sobre-elevat per a la carrosseria furgoneta. La potència era de 28 cavalls a 5500 rpm i el torque màxim de 41 N·m a 3500 rpm. Gran part de la mecànica era heretada de l'anterior generació, però el març de 1982 va aparèixer la nova Hijet S66 amb tracció a les quatre rodes i des d'octubre de 1983 amb frens de disc davanters opcionals. Des de l'any 1982, el model d'exportació va rebre una motorització tricilíndrica de 843 centímetres cúbics anomenada Daihatsu 850 Cab (S70). La Hijet 850 també equipava unes rodes de major diàmetre que la Hijet 550 o kei car. L'any 1983 també aparegué una versió amb motorització de 993 cc, destinada als mercats exteriors (S75/S76).
El setembre de 1981 es va presentar la Daihatsu Atrai, un monovolum basat en la carrosseria furgoneta de la Hijet de sisena generació. Des d'octubre de 1983 l'Atrai va esdevindre un model separat de la gama Hijet, romanent així fins a l'actualitat.
També l'any 1983 es presentà la primera generació de la Hijet Jumbo, una Hijet amb carrosseria camioneta amb el sostre sobre-elevat i la cabina allargada. Això feia de la cabina un espai més ampli i confortable. La Hijet Jumbo amb tracció al davant equipava una transmissió manual de cinc velocitats com a certes versions de l'Atrai. També va existir la Hijet Climber (amb tracció 4x2 o 4x4), que equipava pneumàtics més amples i resistents i un diferencial autoblocant.
Aquesta sisena generació de la Daihatsu Hijet va deixar de ser produïda i comercialitzada l'any 1986.

## Setena generació (1986-1994)

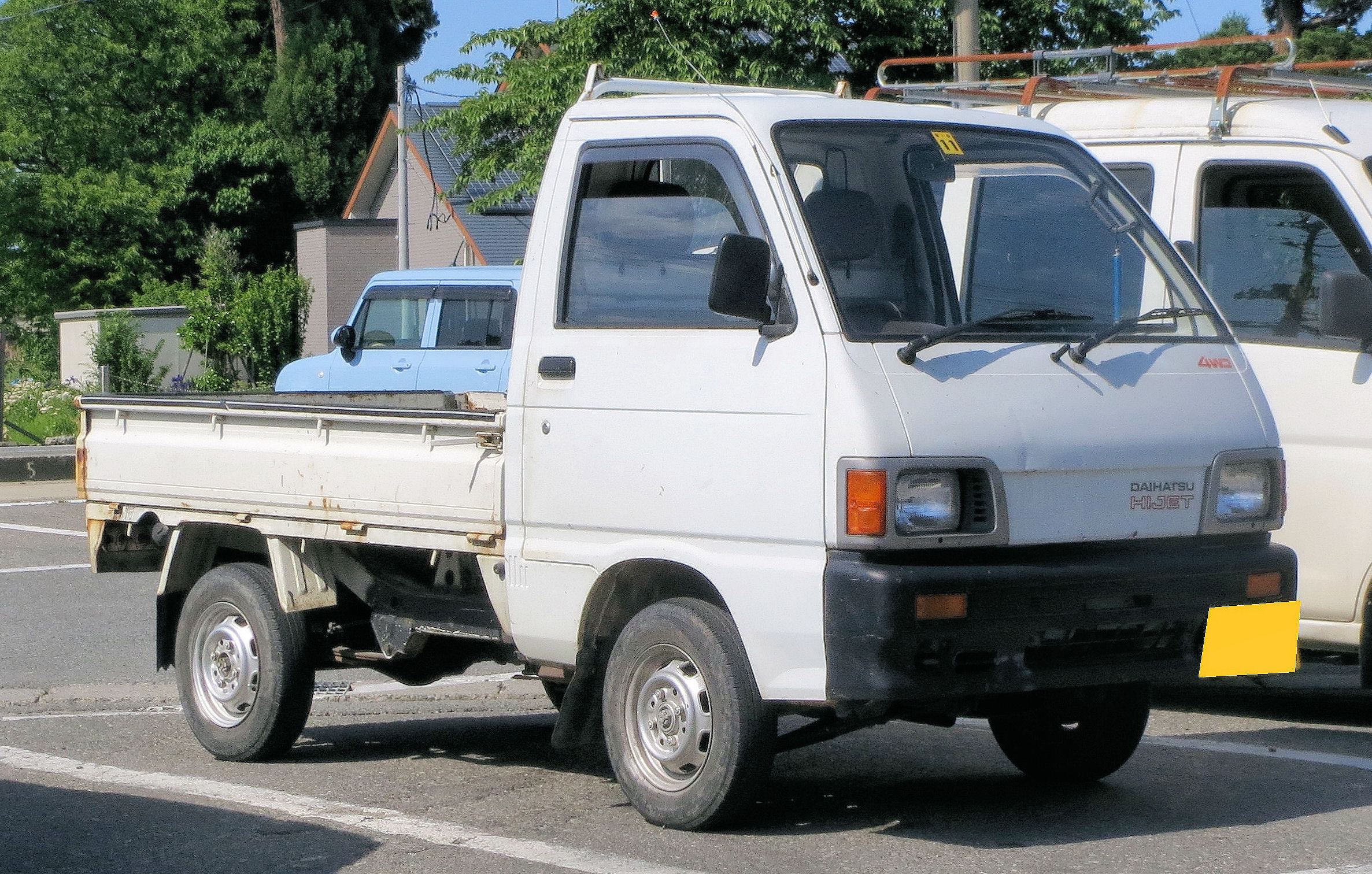
Hijet Truck 4WD (1986-1992)

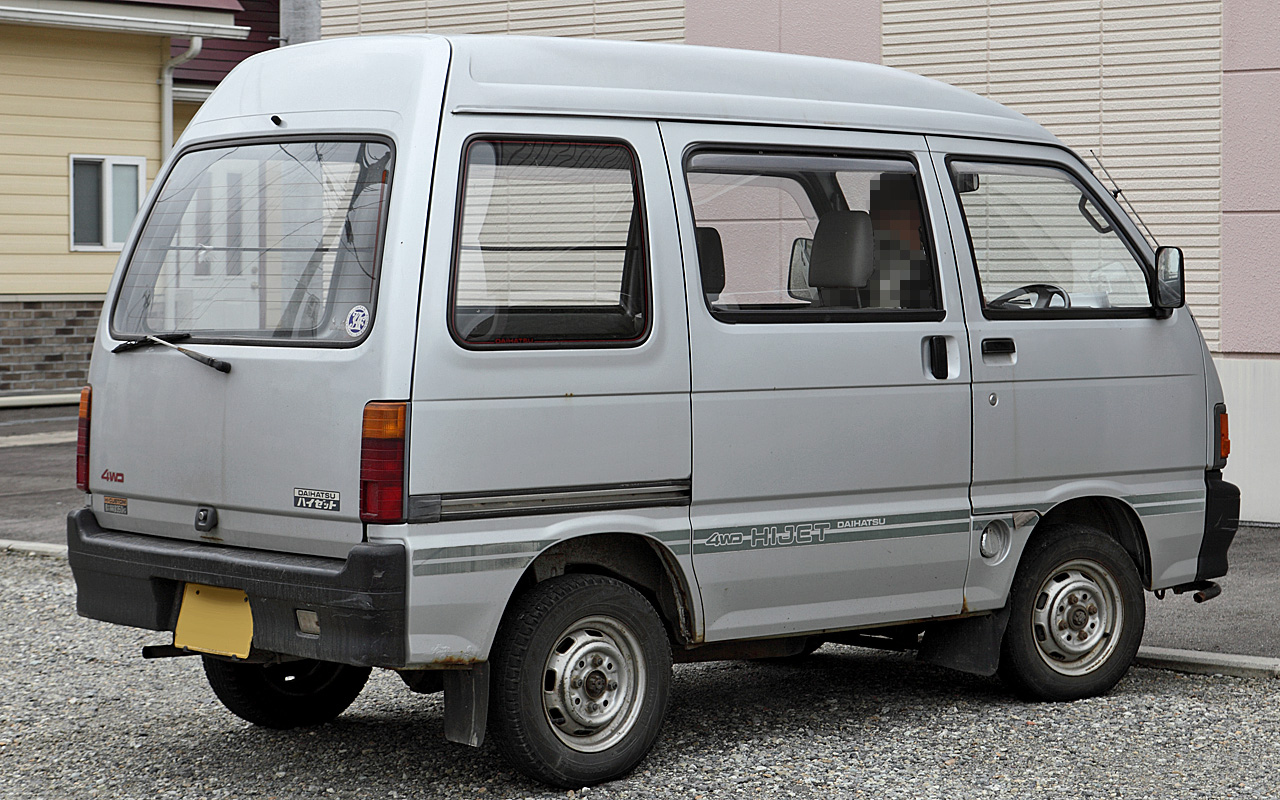
Hijet Van

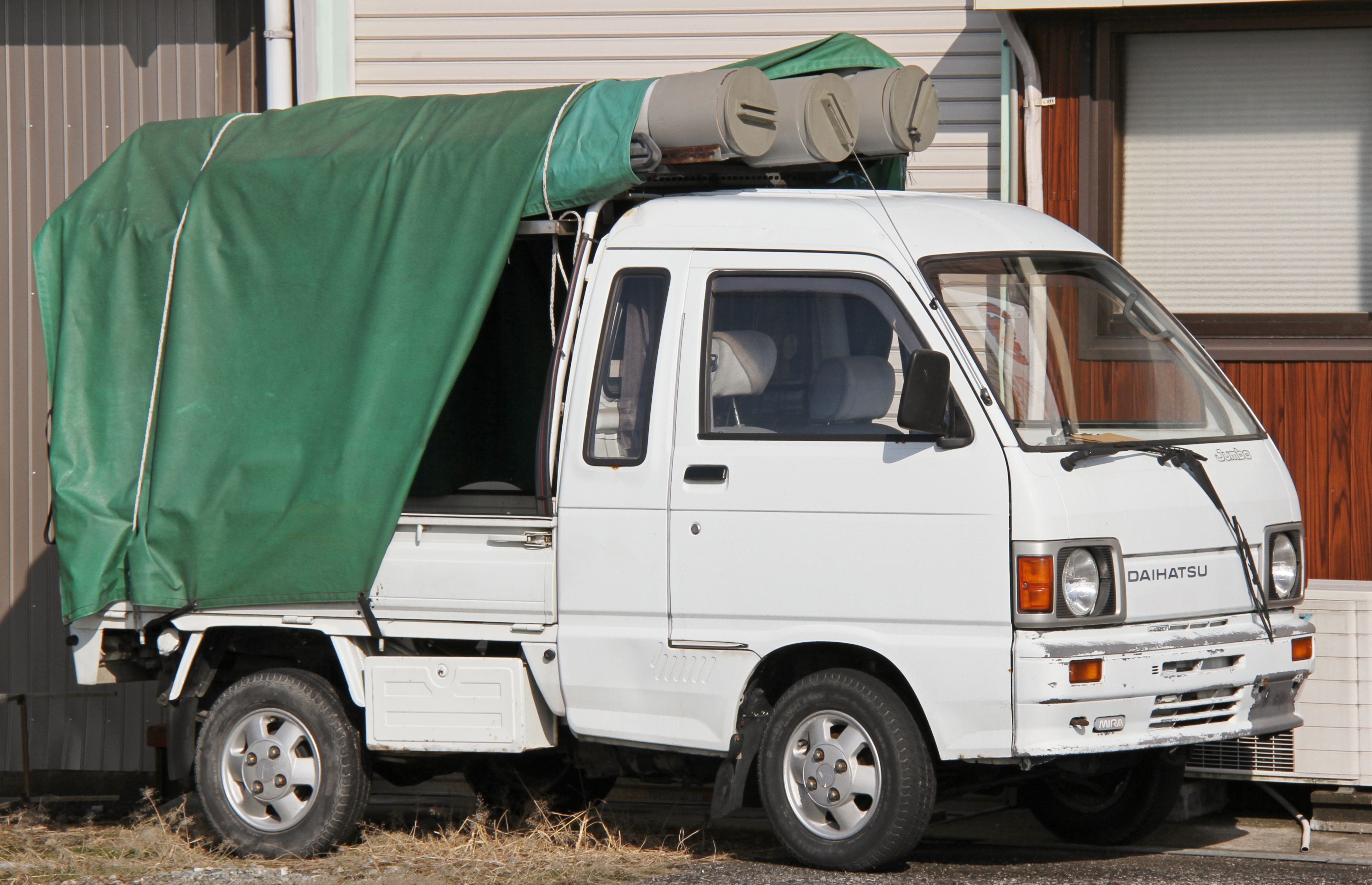
Hijet Jumbo (1986-1990)

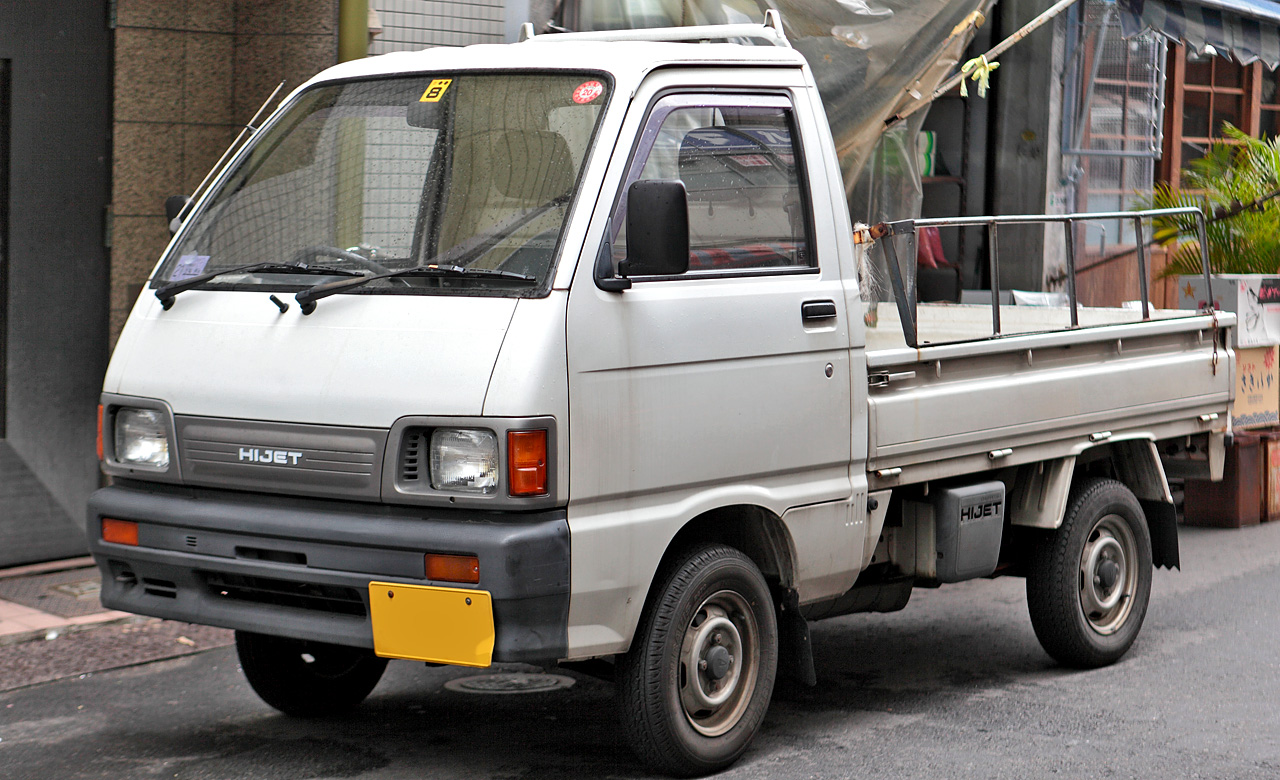
Hijet Truck (1992-1994)

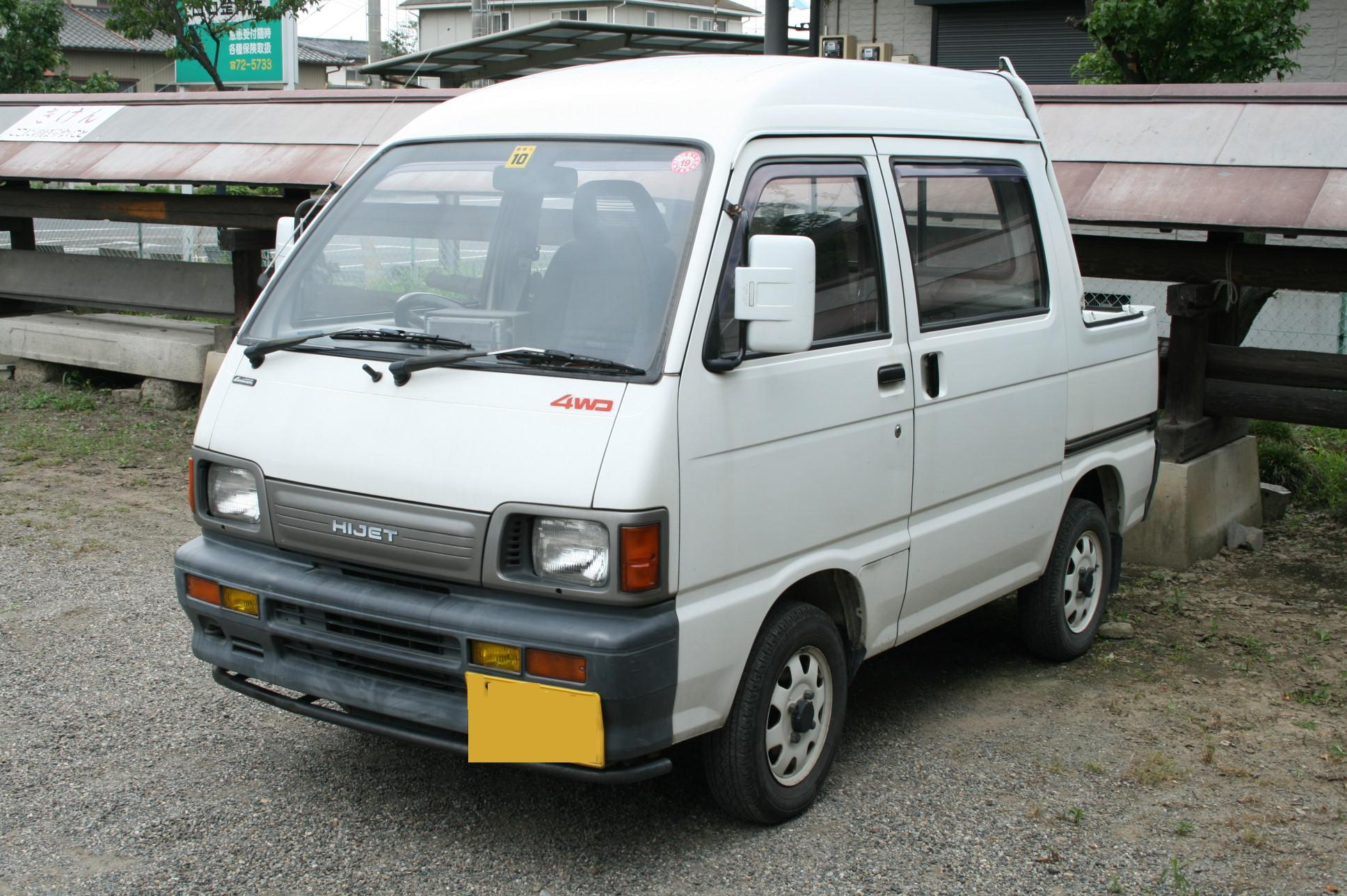
Hijet Deckvan 4WD (1988-1993)

La setena generació de la Daihatsu Hijet (S80/S81) va ser presentada el maig de 1986. Suposant una lleugera evolució respecte a l'anterior generació, el canvi més gran en aquesta setena generació fou l'estrena d'un nou motor tricilíndric de 550 centímetres cúbics.
A més de les tradicionals carrosseries camioneta i furgoneta, la Hijet de setena generació també es comercialitzà amb la carrosseria "Jumbo" (cabina llarga) i la "Deck Van", consistent en una camioneta amb quatre portes i places amb un reduït espai de càrrega al darrere. A més, la segona generació de la Daihatsu Atrai va basar-se en la Hijet Van o furgoneta.
Al maig de 1987, el Hijet Truck o camioneta va equipar un supercompressor que produïa 44 cavalls de potència. Aquesta mecànica estigué disponible fins al març de 1990, quan la Hijet començà a equipar un nou motor de 660 cc. L'any 1990, després de la reforma de la llei de kei cars, la Hijet fou remodelada d'acord a les possibilitats de la nova llei. Així, el xassis va guanyar 10 centímetres i el motor 110 cc més. Amb aquests nous canvis, el model fou conegut amb el codi S82 i S83.
Al setembre de 1992, la Hijet va rebre un lleuger redisseny estètic a l'interior i exterior del model. Aquesta versió millorada continuà en producció fins a l'any 1994, quan fou reemplaçada per la huitena generació de la Hijet.

## Huitena generació (1994-1999)

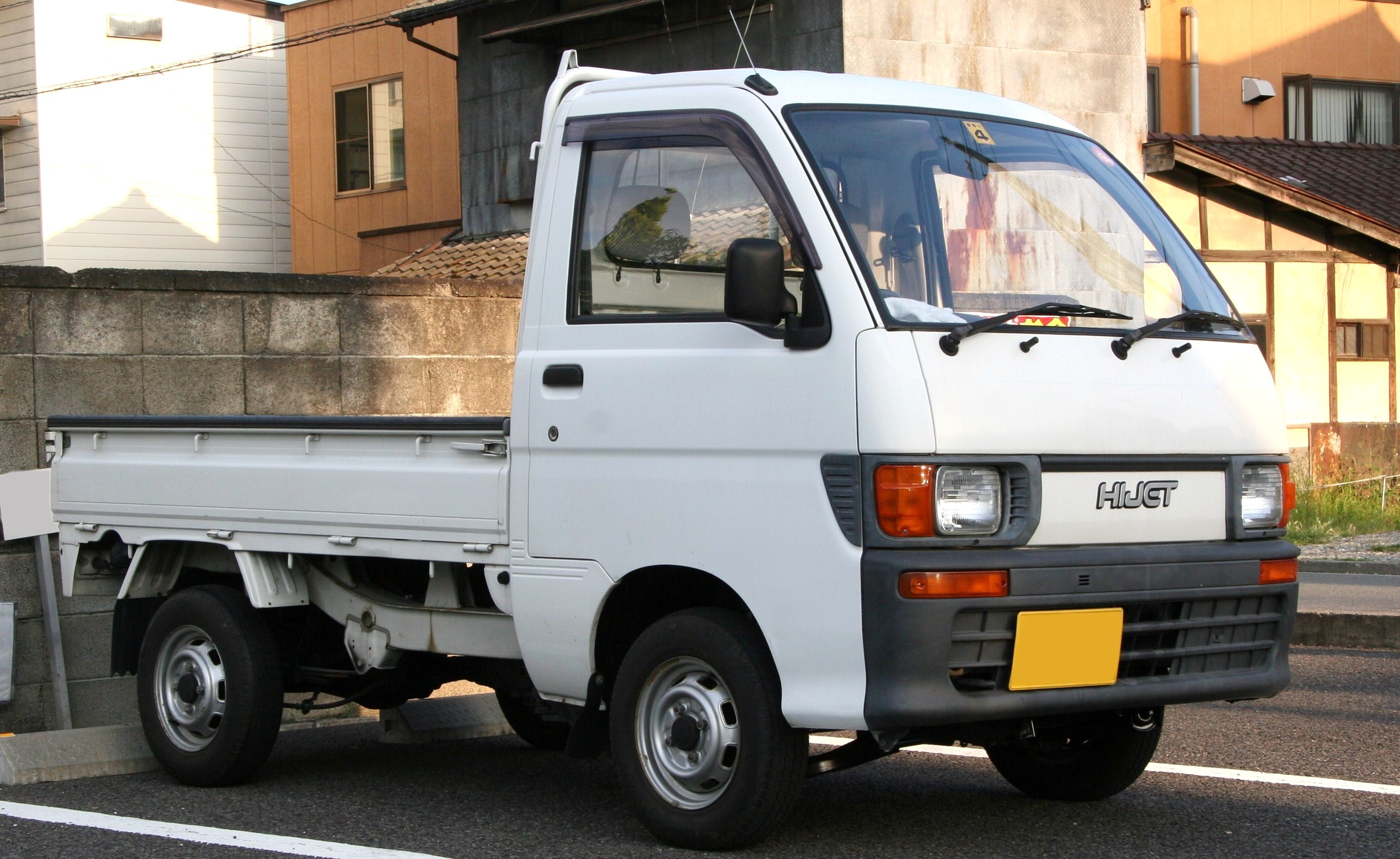
Hijet Truck (1994-1997)

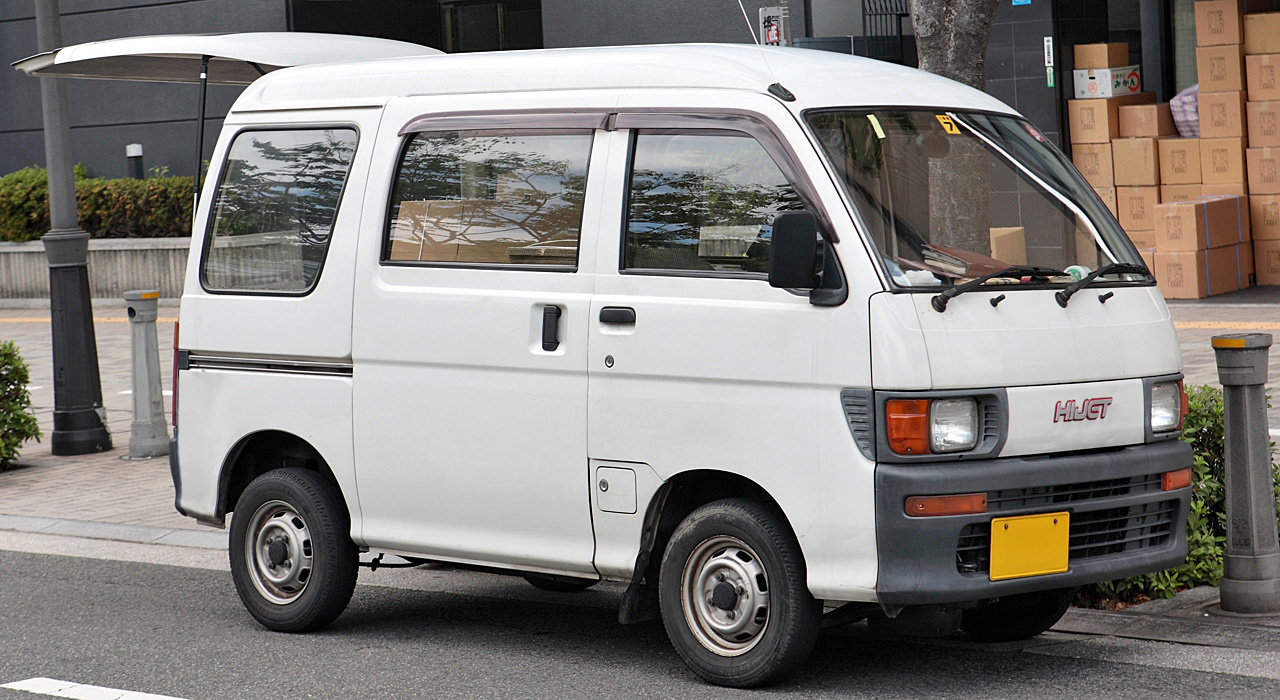
Hijet Van

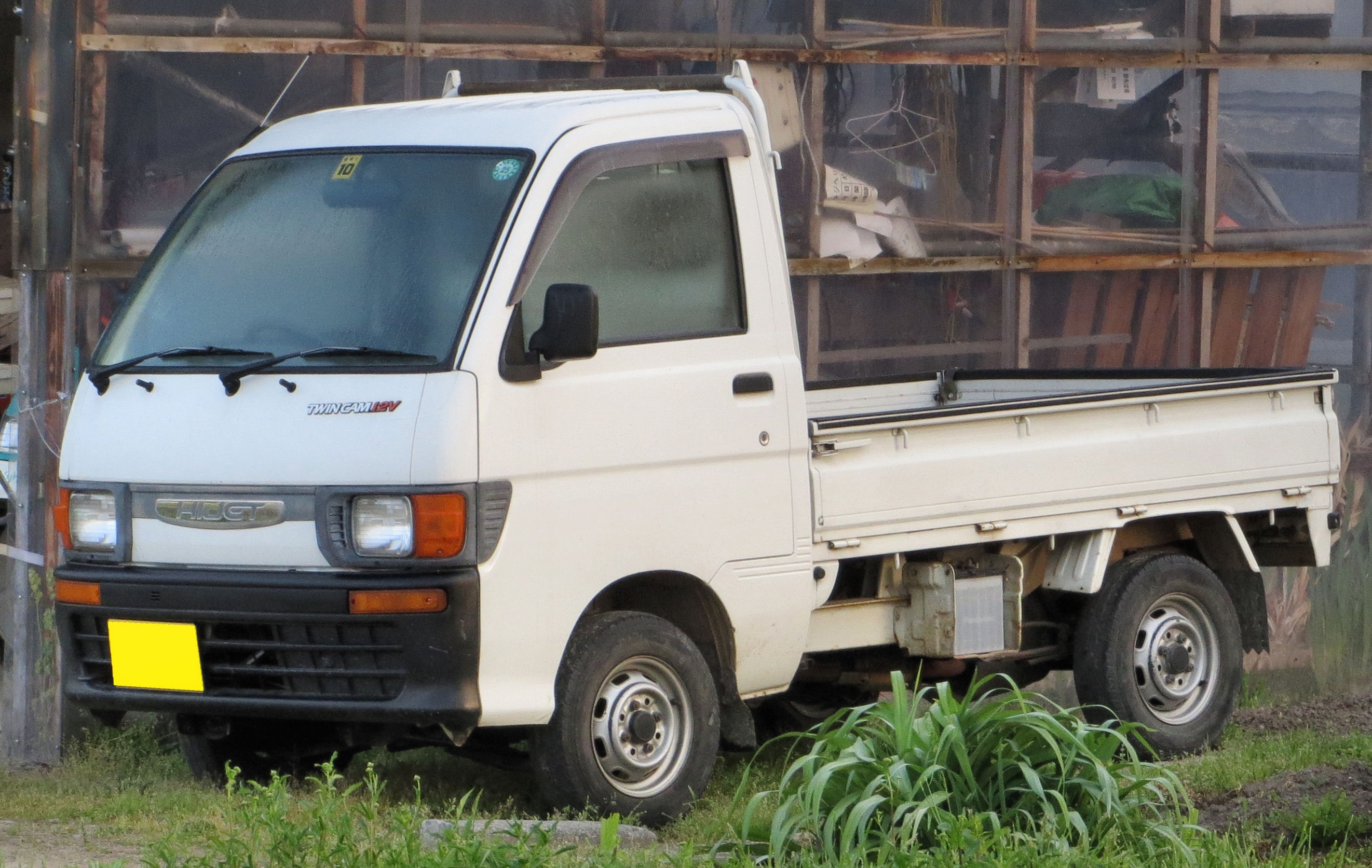
Hijet Truck (1997-1999)

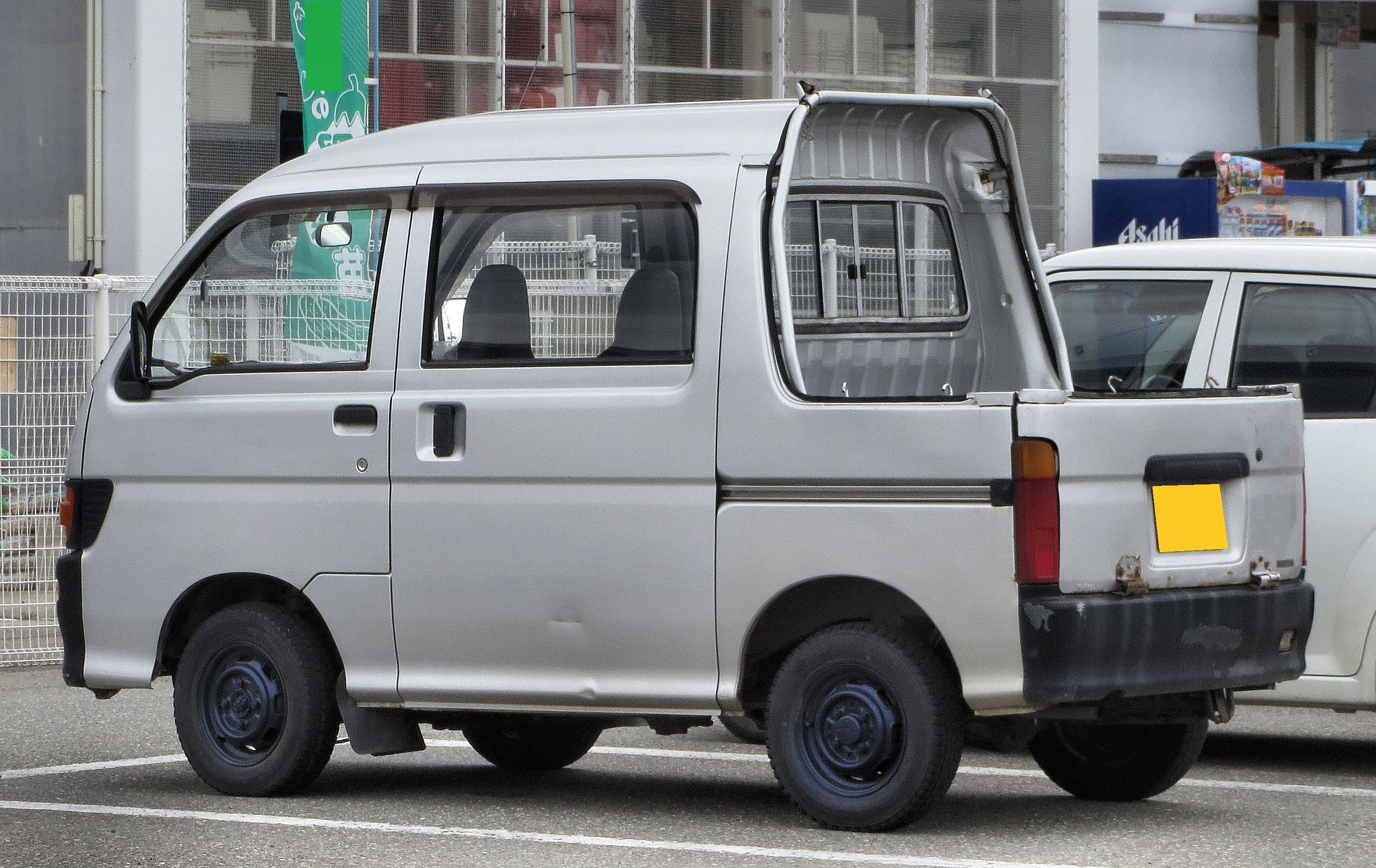
Hijet Deck-Van

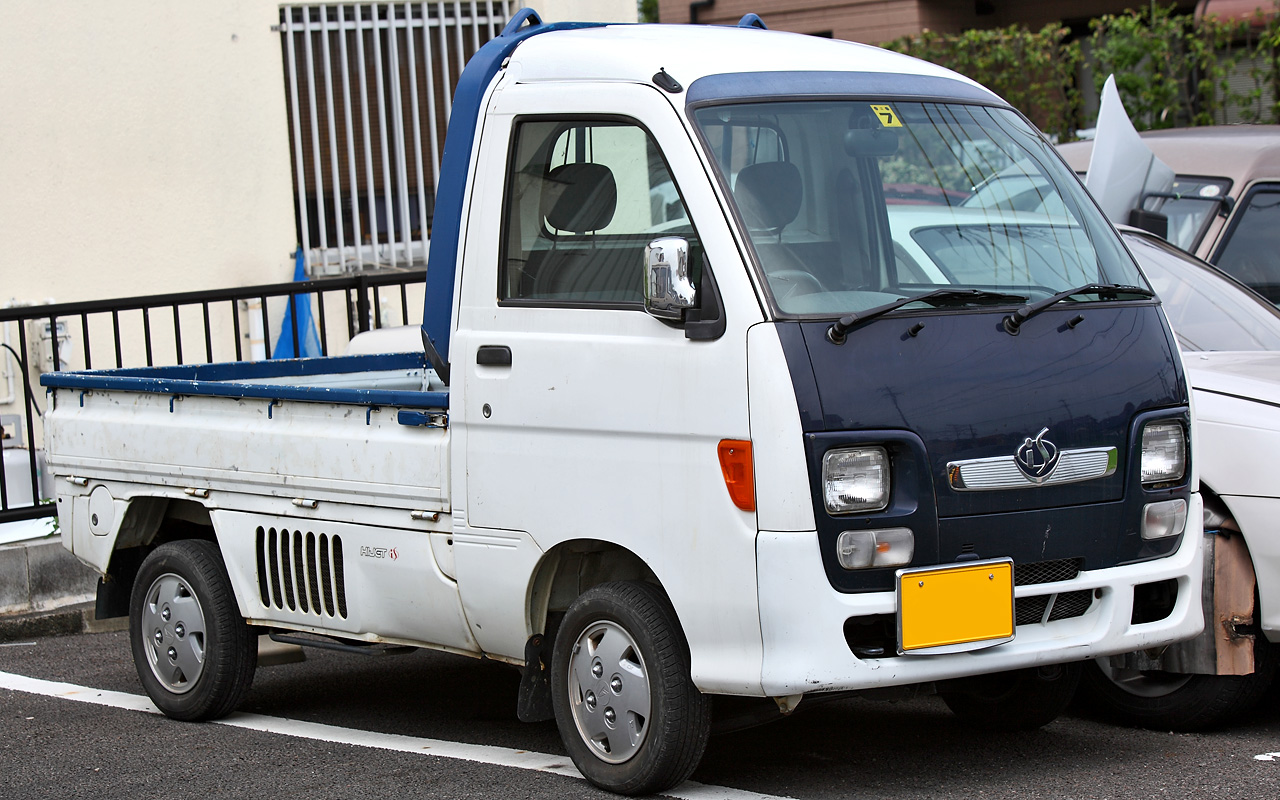
Hijet is

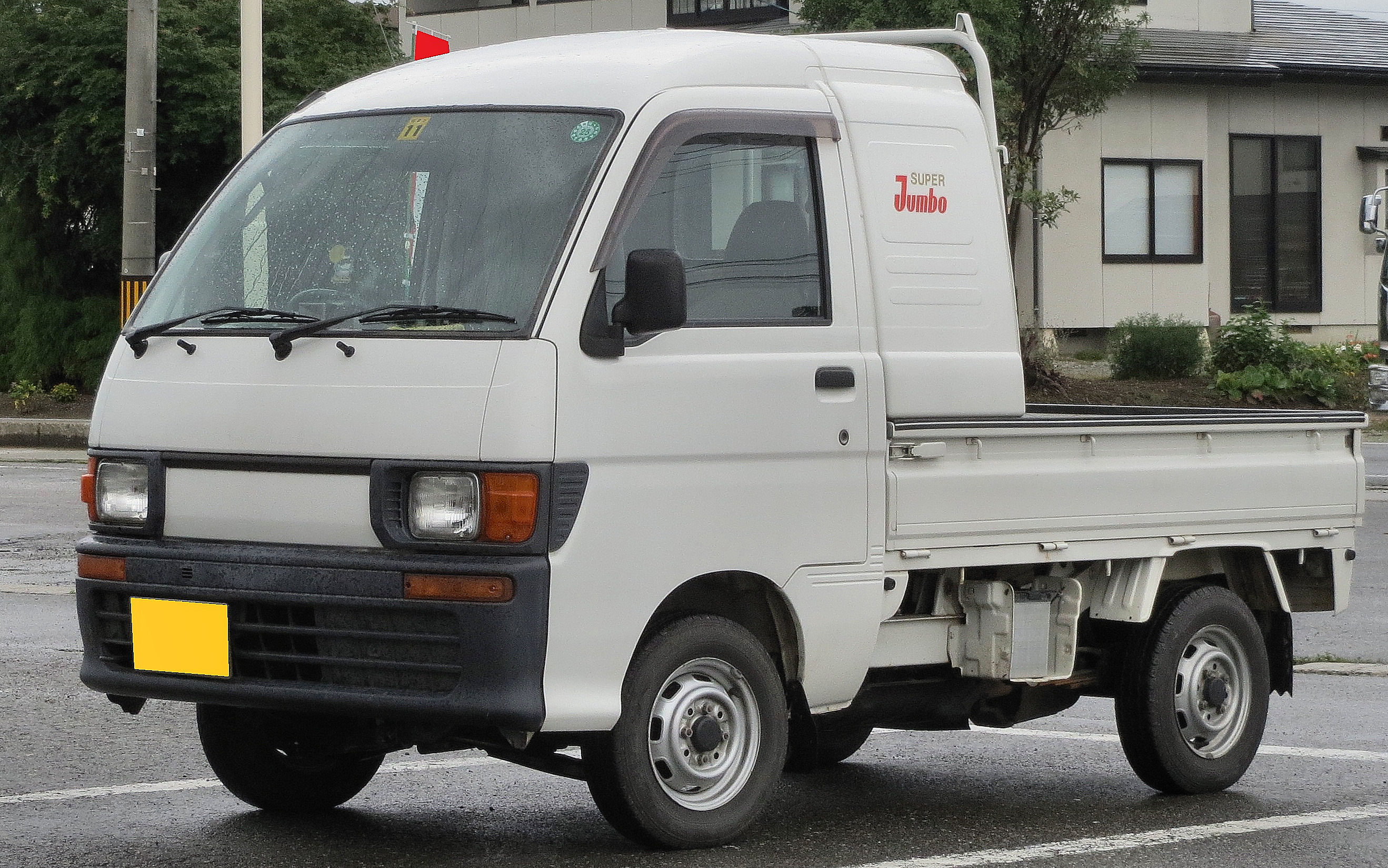
Hijet Super Jumbo 4WD

La huitena generació de la Daihatsu Hijet va començar la seua comercialització al gener de 1994, després d'haver sigut presentada al 30é Saló de l'Automòbil de Tòquio a l'octubre de 1993. Aquesta generació continuà en producció fins l'eixida de la novena l'any 1999. El nom en codi del model fou S100 per a les variants amb tracció al davant i S110 per a les 4x4, afegint les lletres "P" per a la carrosseria camioneta, "C" per a la carrosseria furgoneta sense finestres i "V" per a les furgonetes acristallades. També la tercera generació de la Daihatsu Atrai va prendre com a base la Hijet Van o furgoneta d'aquesta generació.
El maig del mateix any va eixir al mercat la Hijet EV, la versió totalment elèctrica en carrosseria furgoneta que venia a substituir la Hijet EV basada en la setena generació. Les unitats amb transmissió automàtica equipaven de sèrie un motor SOHC d'injecció de combustible amb 6 vàlvules que era opcional a les unitats amb transmissió manual de cinc velocitats, que solien equipar un carburador i comptaven amb dos cavalls de potència menys. Des de gener de 1996 les unitats amb canvi automàtic van rebre un motor DOHC de carburador amb 12 vàlvules amb la mateixa potència que el previ.
L'any 1995 va presentar-se el Hijet Truck EV, complementant a la furgoneta o "Van" en la gama elèctrica de la Hijet. L'octubre de 1997 va aparèixer al mercat la Hijet IS, una versió més "jovenil" i "esportiva" de la camioneta que incloia diverses diferències estilístiques; el nom d'"IS" vé de l'anglés "Idol and Stylish" (en català "Ídol i estilós").

## Novena generació (1999-2014)

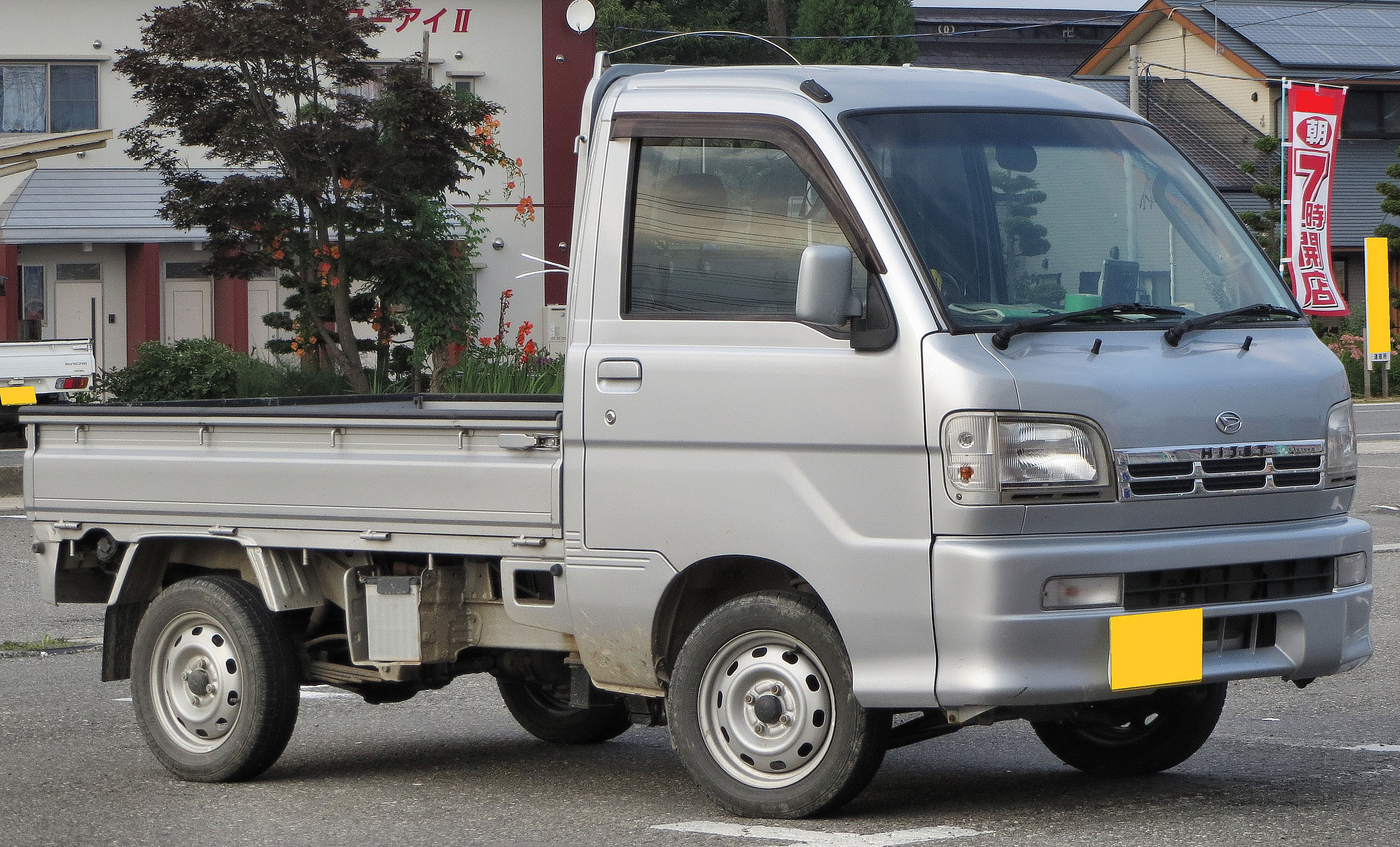
Hijet Truck (1999-2007)

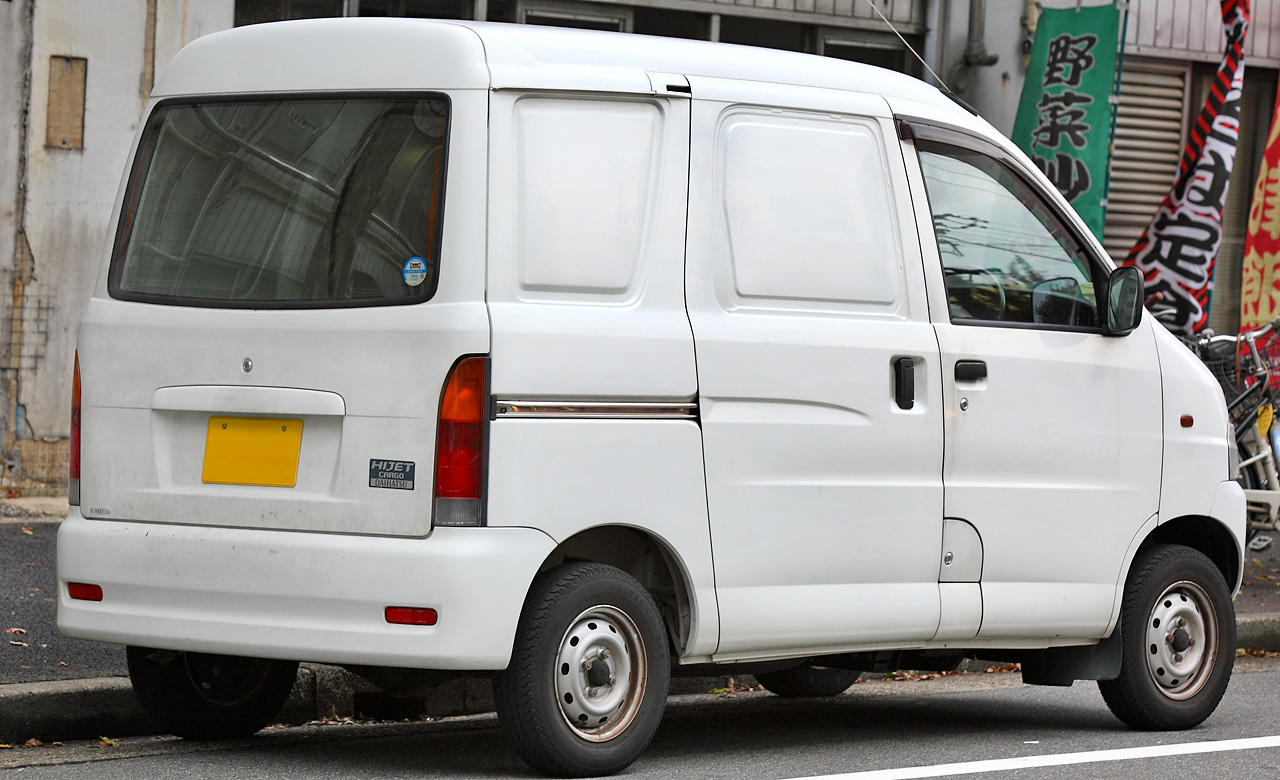
Hijet Cargo Van

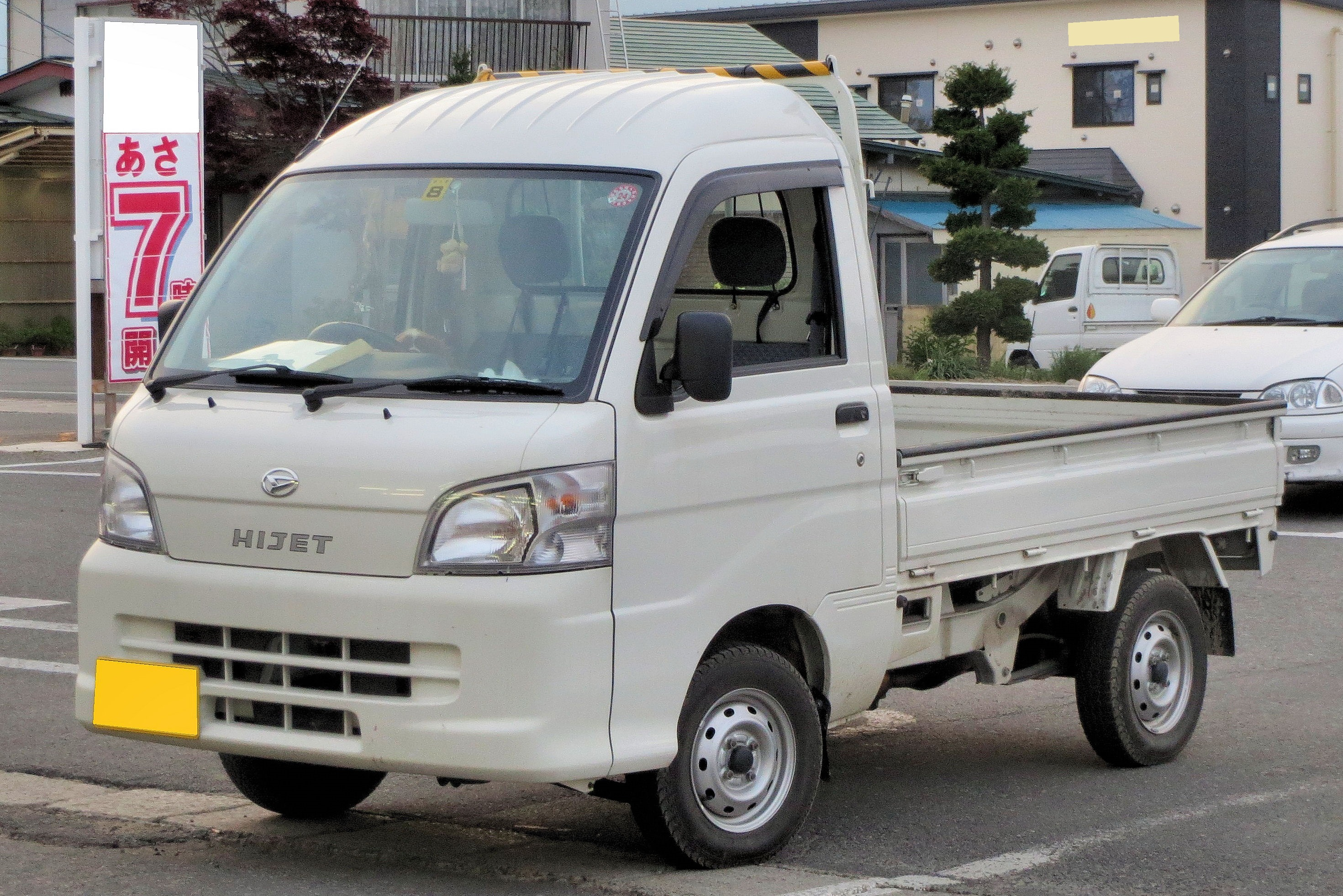
Hijet Truck High Roof (2007-2014)

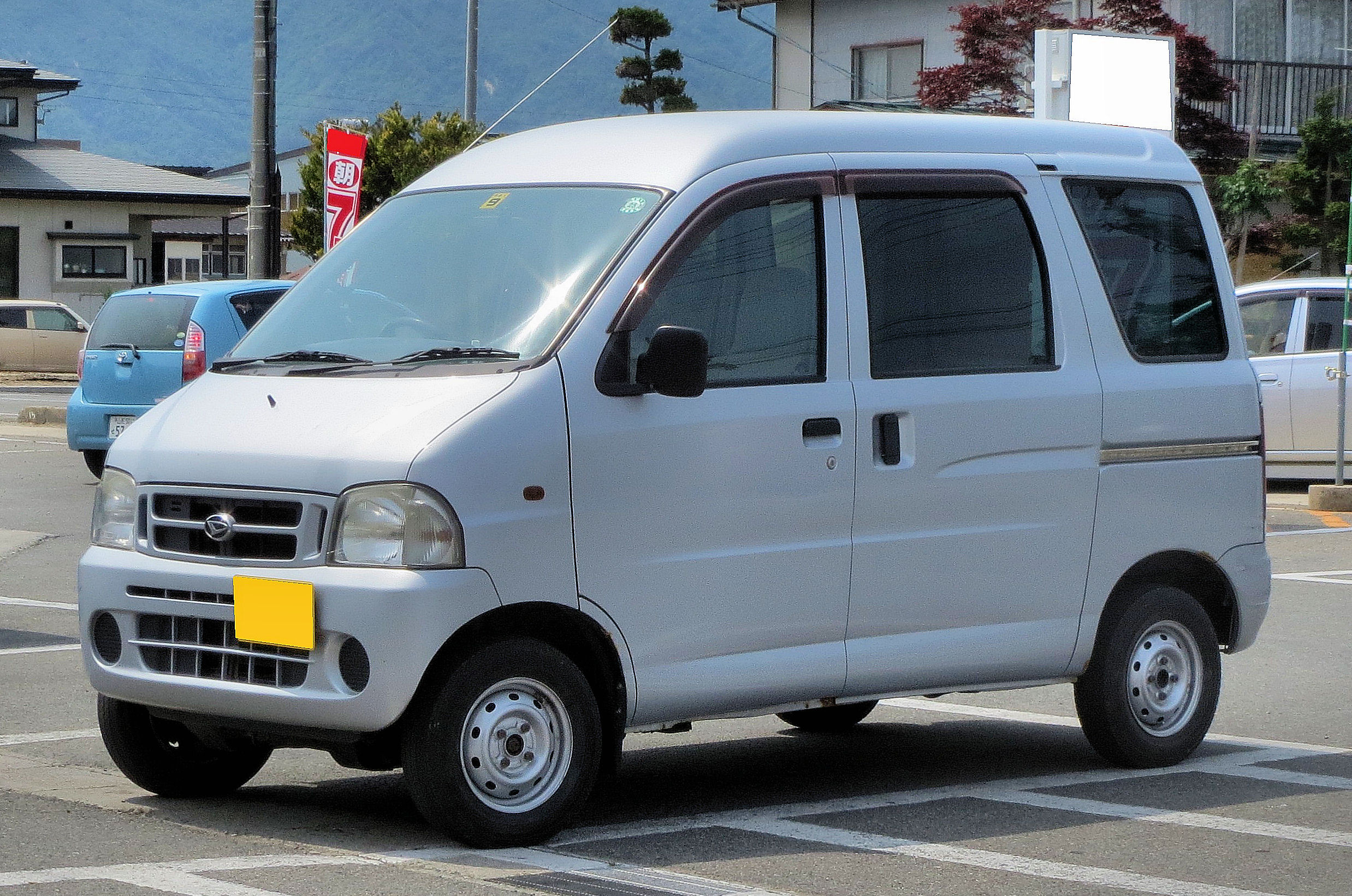
Hijet Cargo (1999-2001)

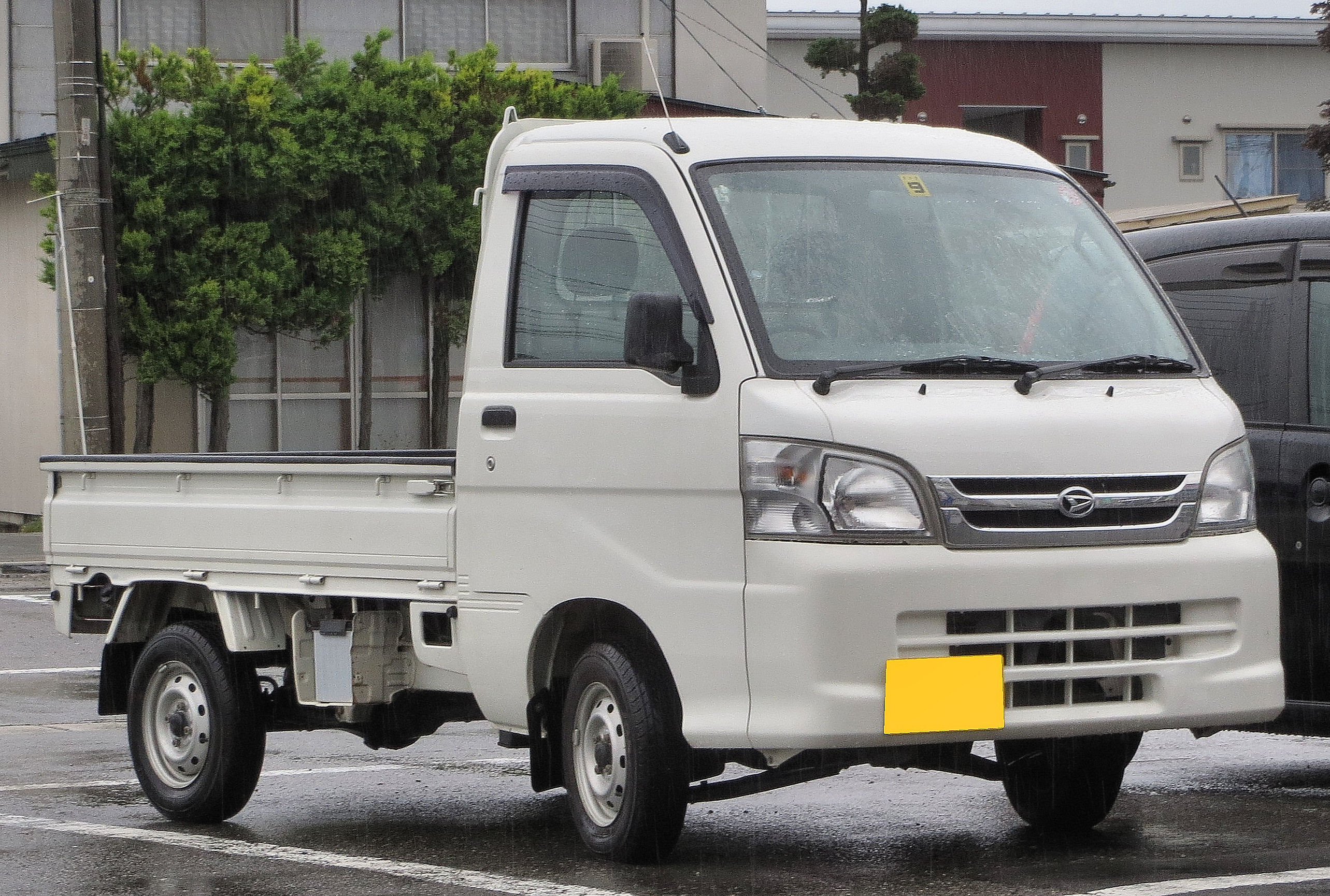
Hijet Truck Extra (2007-2014)

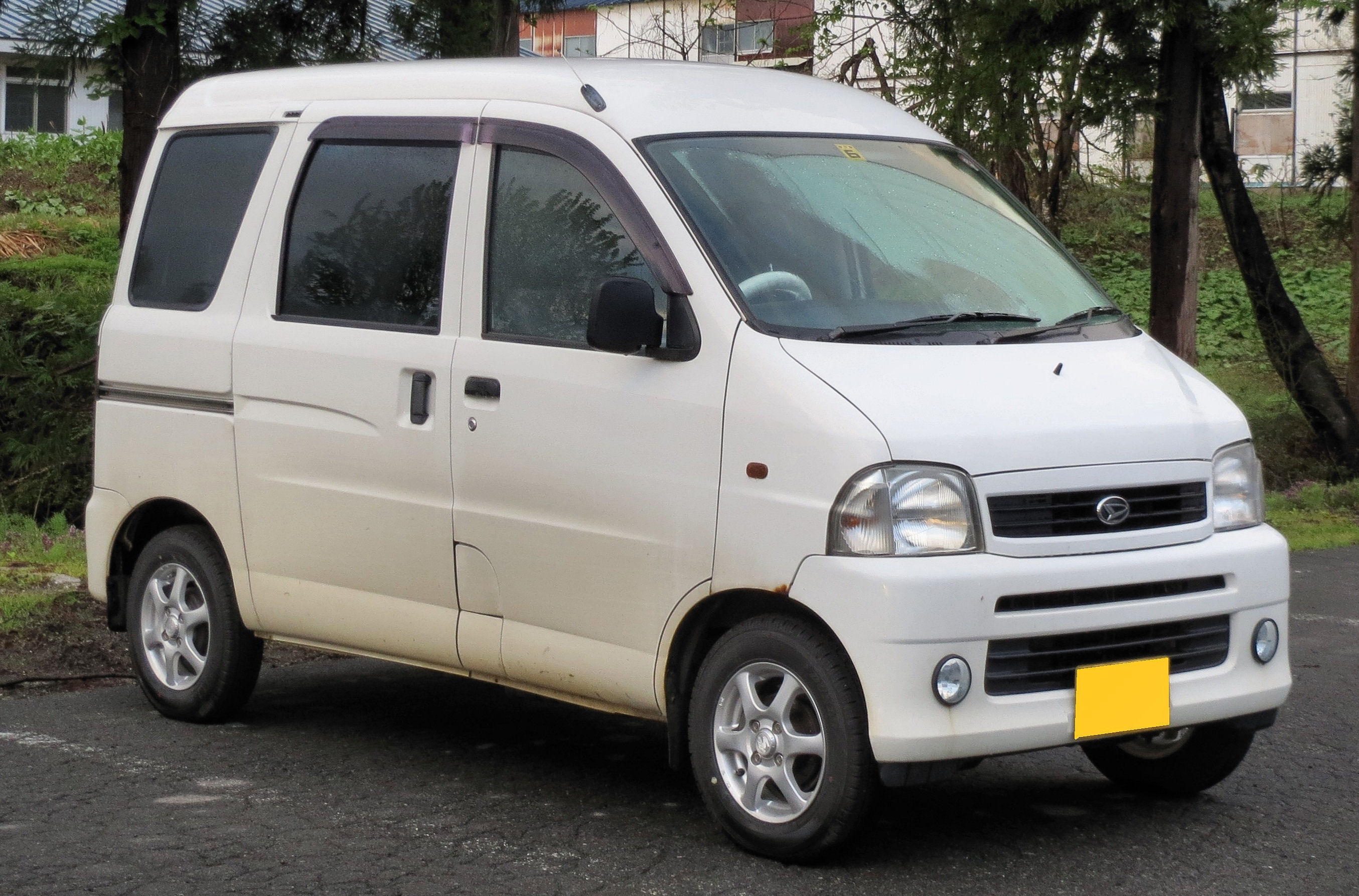
Hijet Cargo (2001-2004)

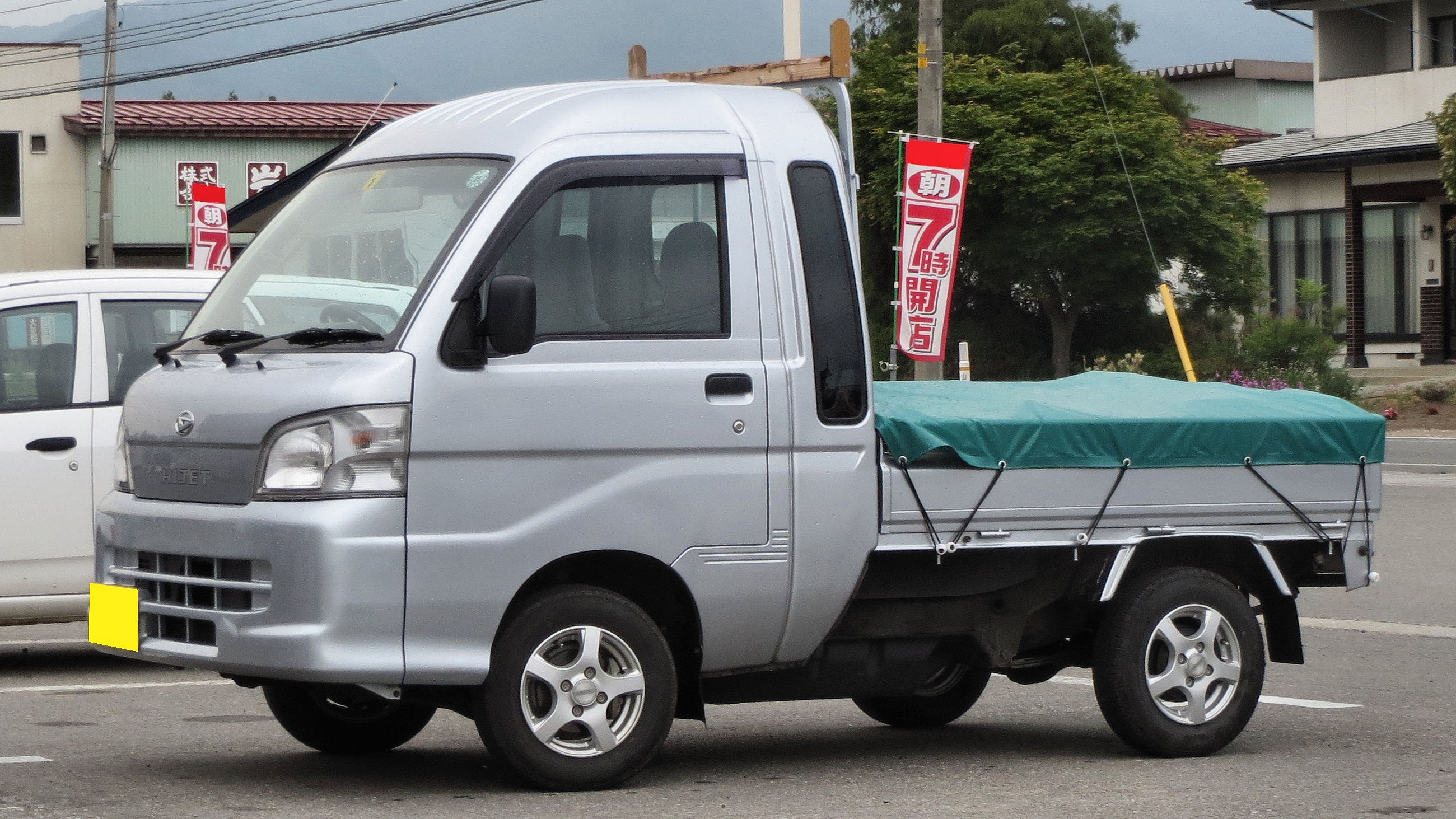
Hijet Jumbo 4WD

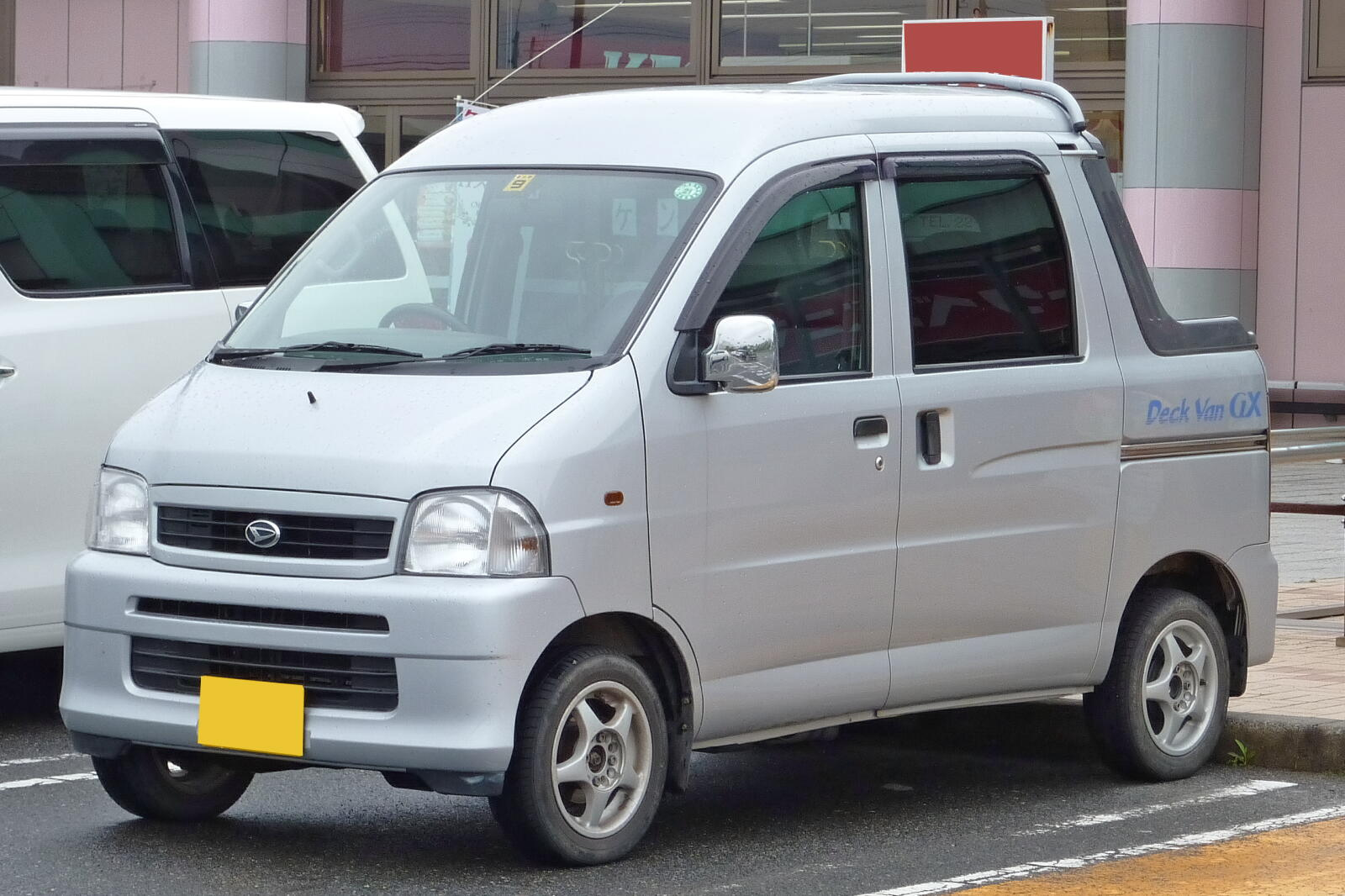
Hijet Deck Van

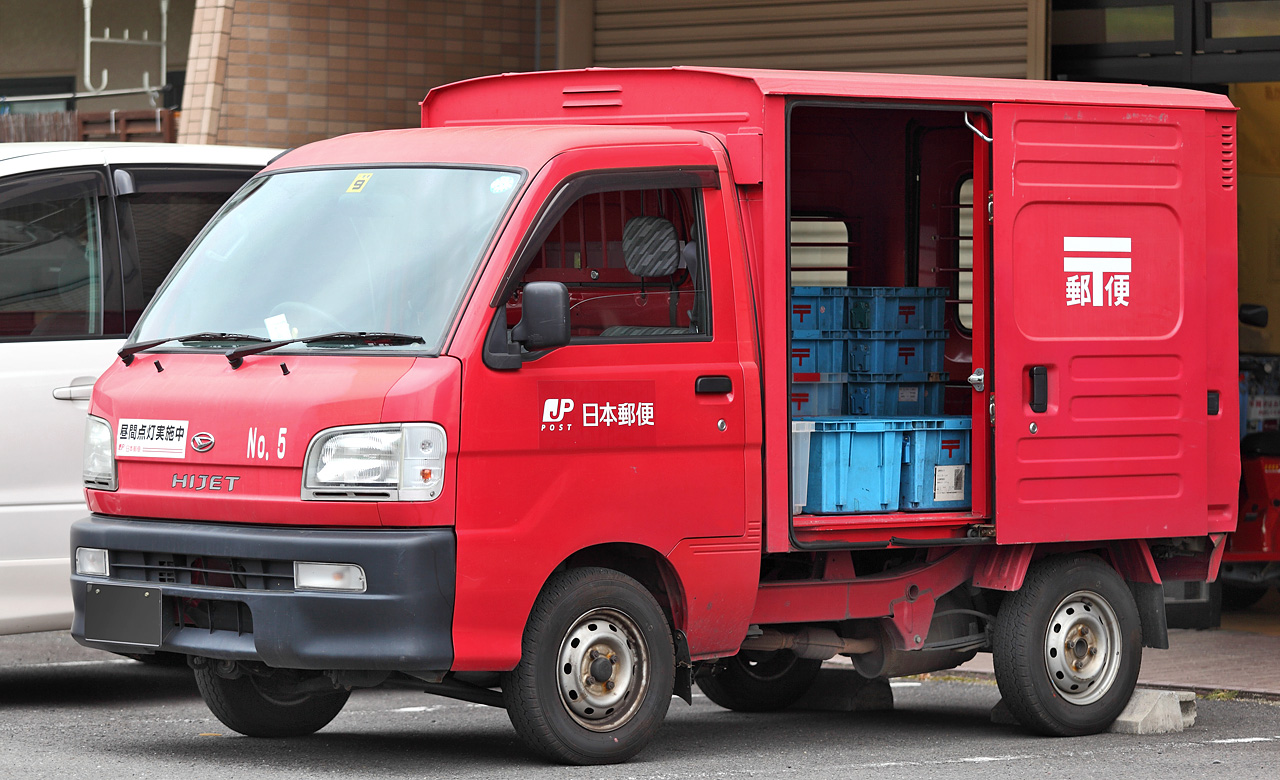
Hijet Panel Van

Quan va presentar-se al mercat la novena generació de la Daihatsu Hijet l'any 1999, va haver per primera vegada una diferència estètica i mecànica entre les versions amb carrosseria de camioneta i les de furgoneta, tenint aquesta darrera el motor al davant en lloc del tradicional motor central. La Hijet Cargo (furgoneta) va ser dissenyada per Italdesign Giugiaro, mentre que la carrosseria de camioneta fou desenvolupada internament. L'any 2004 la carrosseria de furgoneta fou substituïda per la Hijet Cargo de desena generació, però la carrosseria de camioneta va continuar en producció fins al juliol de 2014. La quarta generació de la Daihatsu Atrai va prendre com a base la Hijet Cargo.
El desembre de 2007, la Hijet Truck (camioneta) va rebre un redisseny estètic i mecànic. Estèticament es canviaren la graella i els fars frontals. Mecànicament, va adoptar un nou motor més modern, ecològic i econòmic que reemplaçava la motorització anterior provinent de la setena generació. El desembre de 2010 la Daihatsu Hijet va superar en vendes a la Suzuki Carry, esdevint així la camioneta kei lider del mercat per primera vegada en 39 anys. A partir de desembre de 2011, la Hijet Truck començà a ser comercialitzada també amb el nom de Toyota Pixis Truck. L'abril de 2012, Subaru arribà a un acord amb Daihatsu per a comercialitzar la Hijet com a Subaru Sambar.
La Daihatsu Hijet Truck va continuar en producció fins a juliol de 2014, tot i que romanent a la venda per quatre mesos més, fins que fou reemplaçat pel Hijet Truck de desena generació. Durant tots els anys de producció van haver-hi versions amb carrosseria de "camió", anomenats "Panel Van", basada en la camioneta i representada per la lletra "C" així com la ja tradicional "Deck Van", una camioneta de quatre places basada en la Hijet Cargo. A més d'això, Daihatsu també va produir des de 1999 fins al 2014 la Hijet Jumbo, una camioneta amb cabina allargada introduïda a la sisena generació.

## Desena generació (2004-actualitat)

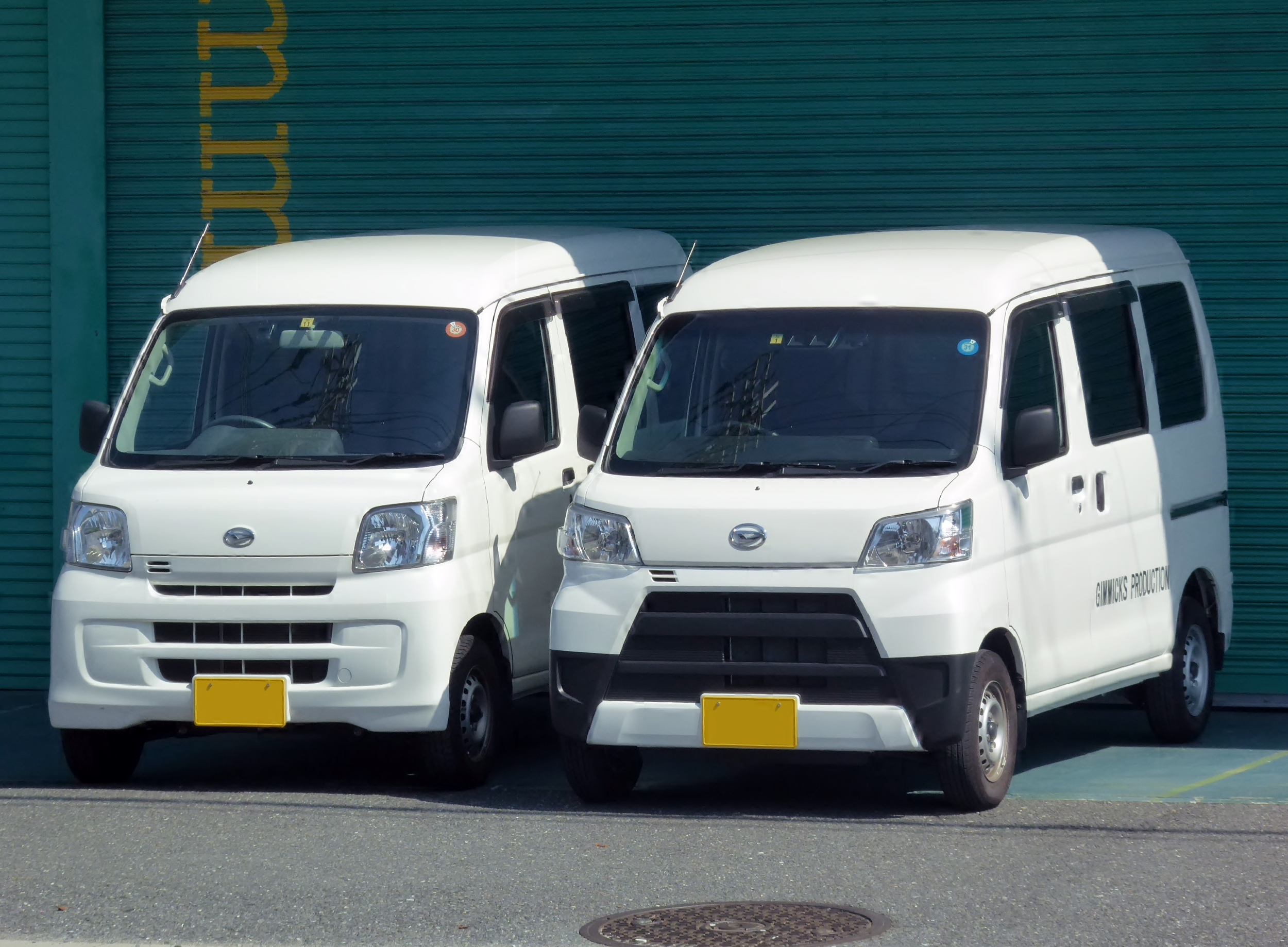
Hijet Cargo (2007 i 2017)

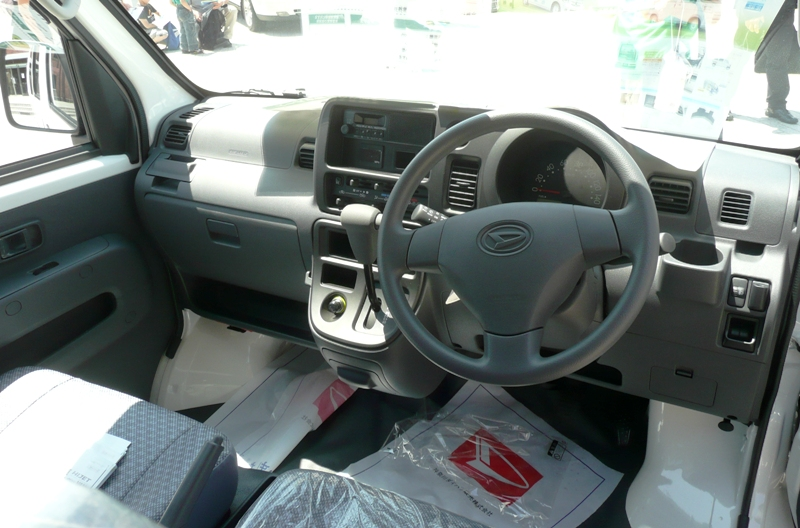
Interior de la Hijet

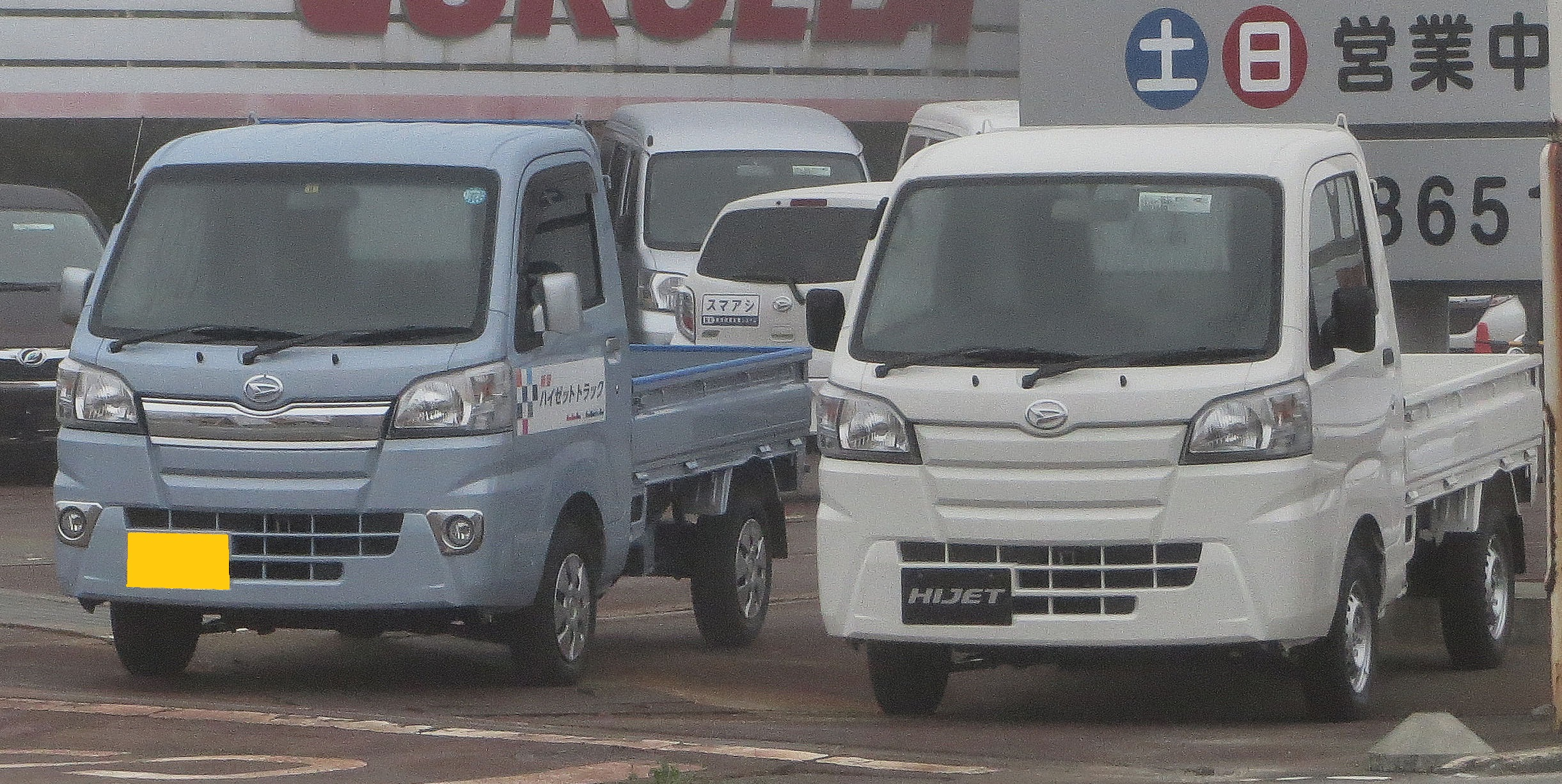
Hijet Truck "Standard" i "Extra"

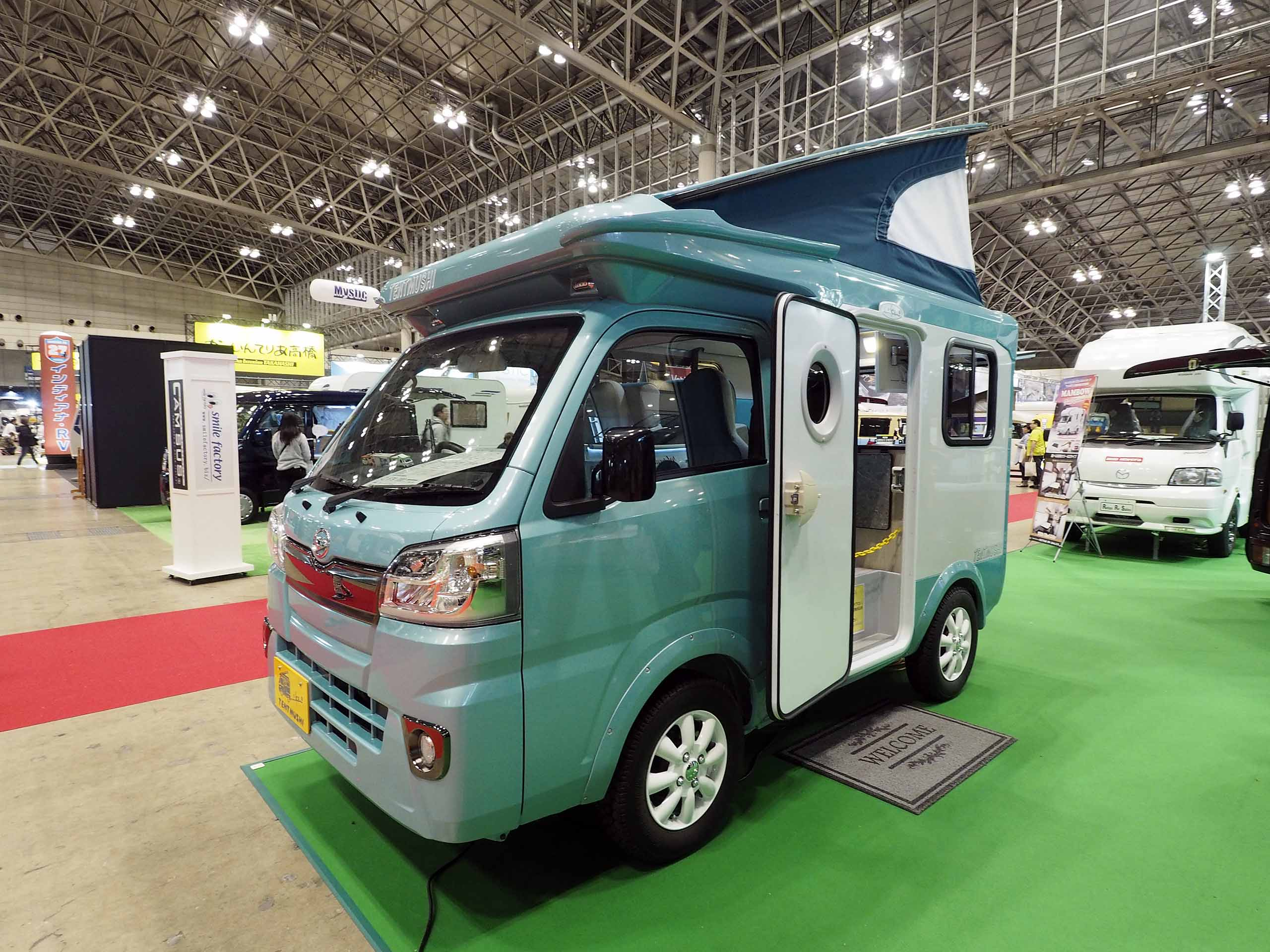
Conversió en autocaravana

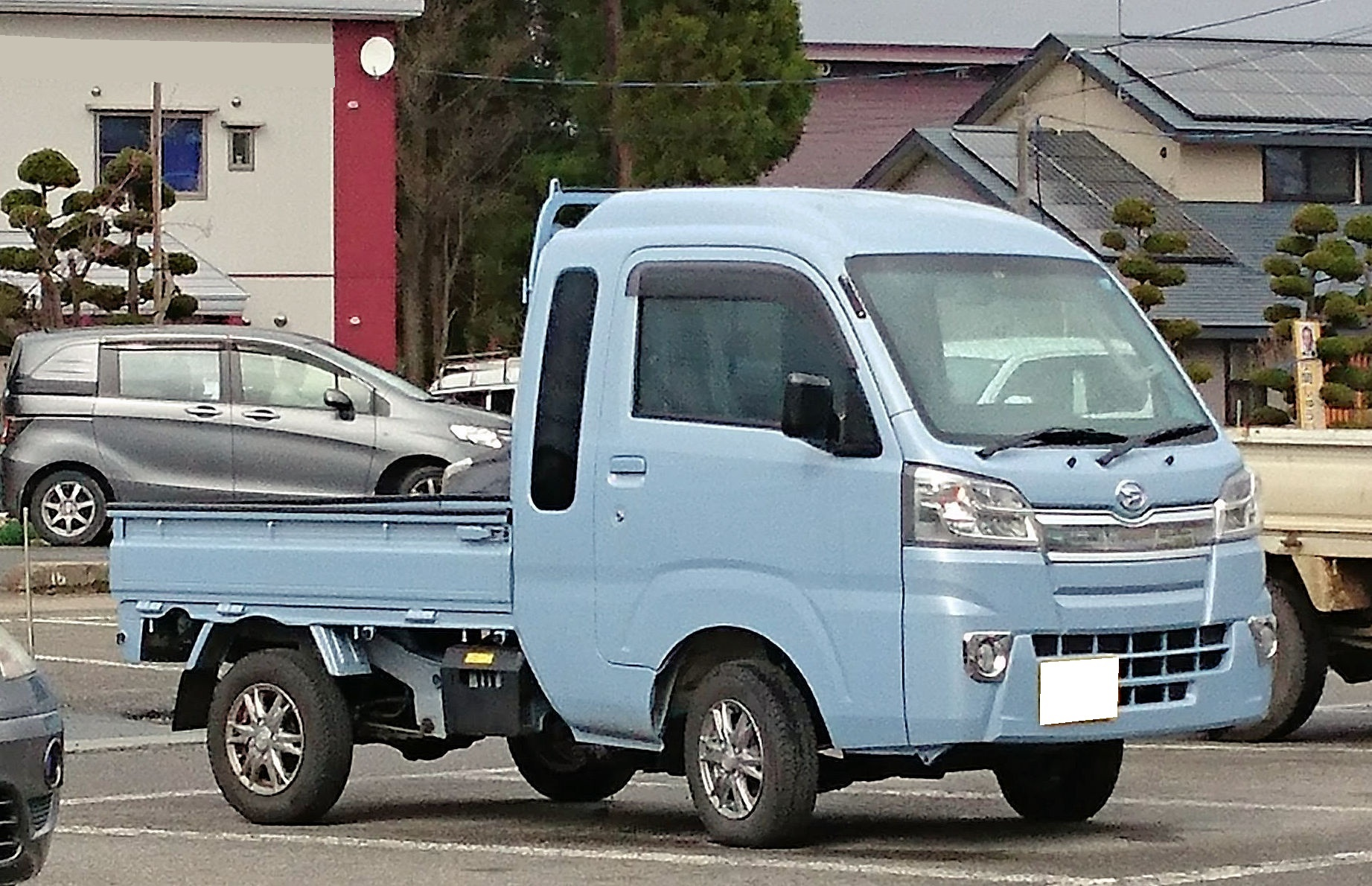
Hijet Jumbo

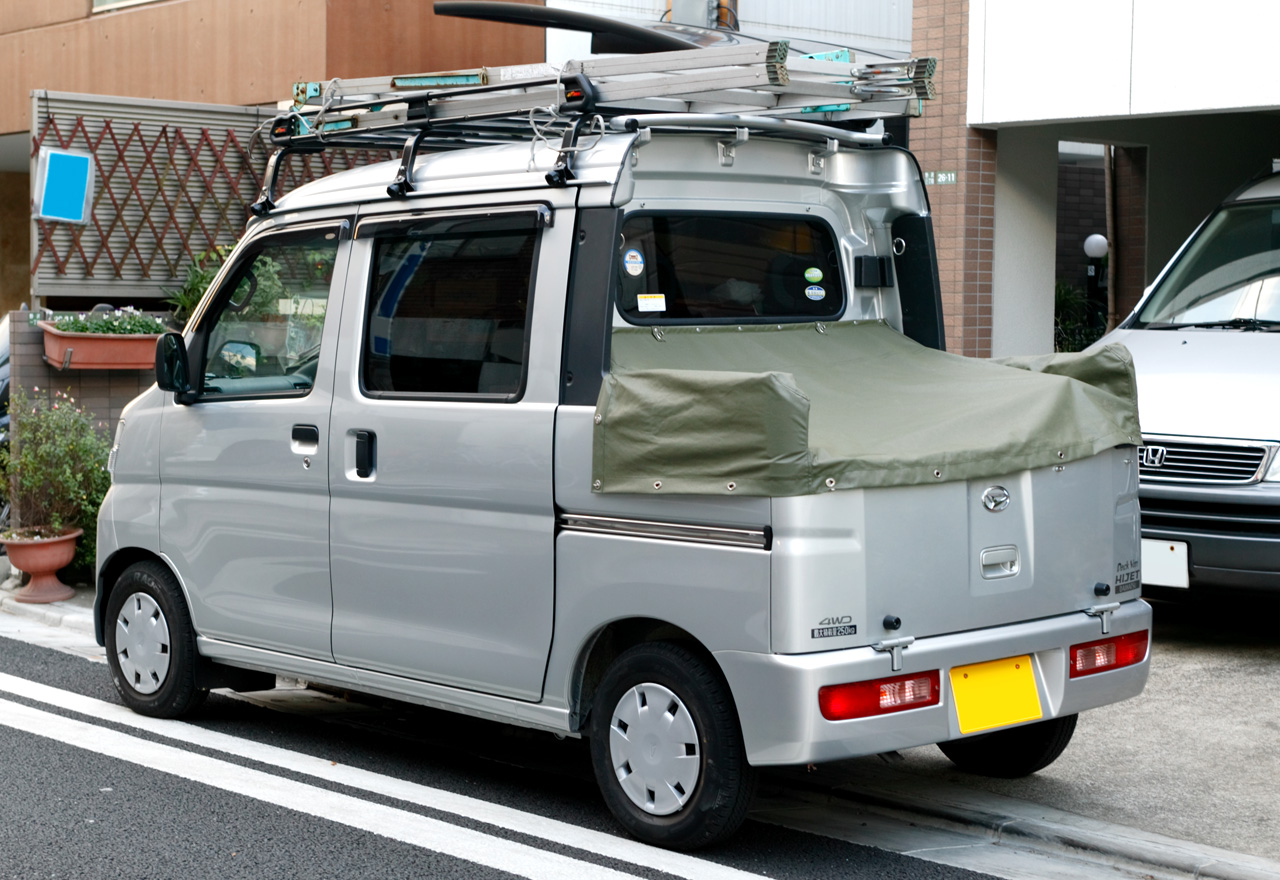
Hijet Deck Van

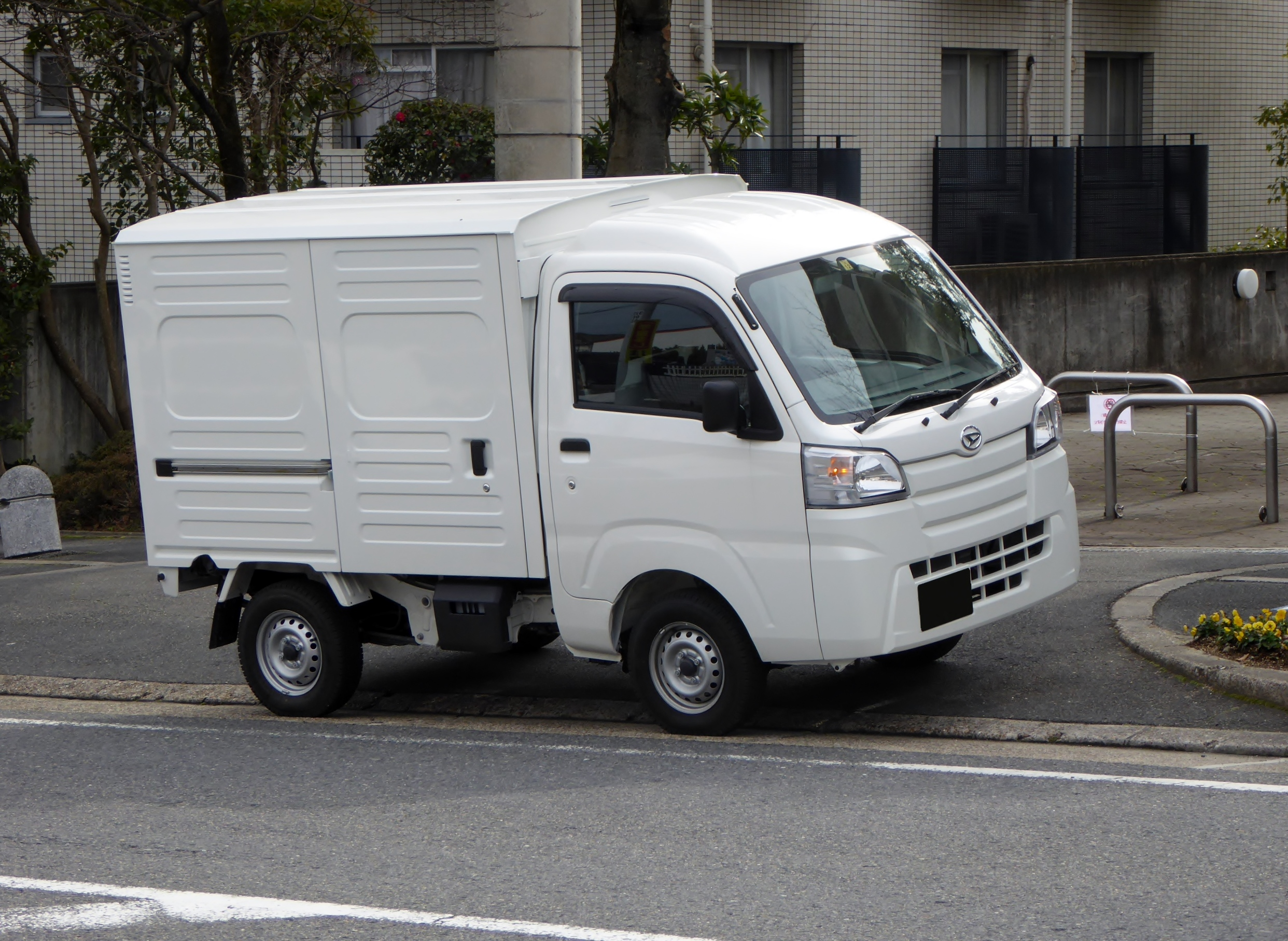
Hijet Truck Freezer

La desena generació de la Daihatsu Hijet va eixir al mercat el desembre de 2004. Inicialment, aquesta desena generació va estar només disponible en versió Cargo (carrosseria furgoneta), ja que la Truck (camioneta) va continuar sent de l'anterior generació fins al juliol de 2014, quan es presentà la camioneta de desena generació. Les furgonetes i camionetes, a diferència de com era abans, ara són diferents, coincidint només al nom i el motor. La cinquena generació de la Daihatsu Atrai es basa en la Hijet Cargo, però equipa un motor de 660 centímetres cúbics amb turbocompressor. Els motors disponibles des de 2004 fins al 2007 van ser els DVVT de 660 cc, 53 cavalls de potència a 7000 rpm i 63 N·m de torque a 4000 rpm i el de 660 cc de 45 cavalls a 5900 rpm i 57 N·m de torque a 3600 rpm, ambdós provinents de la setena generació. El model equipa de sèrie tracció al darrere, però existeix la possibilitat d'equipar tracció a les quatre rodes.
Al desembre de 2007, la Hijet va rebre un nou motor més modern i eficient. Només la Hijet Cargo Hybrid va mantindre l'antic motor. La versió híbrida va deixar de produir-se l'abril de 2010, després de demostrar-se massa cara per a un kei car, el qual ja sol tindre una naturalesa econòmica i de baix consum. L'abril de 2015 la Hijet Cargo va rebre una nova transmissió automàtica de quatre velocitats. Al novembre de 2017 la Hijet Cargo va patir un redisseny estètic amb una nova i prominent graella frontal en forma trapezoidal.
Aquesta generació de la Hijet ha estat comercialitzada també per Toyota des del desembre de 2011 amb els noms de Toyota Pixis Van per a la furgoneta i Toyota Pixis Truck per a la camioneta. Com la Hijet, les versions de Toyota també equipen el modern motor presentat l'any 2007.
El setembre de 2014 es presentà la desena generació de la Hijet camioneta, la Daihatsu Hijet Truck, la qual venia a substituir a l'antiga Hijet Truck de la novena generació, presentat l'any 1999. Com és norma general, la camioneta du una motorització localitzada al centre del xassis sota els seients; disponible amb tracció al darrere i tracció a les quatre rodes.